# Cronologia del Risorgimento

## Anni 1810

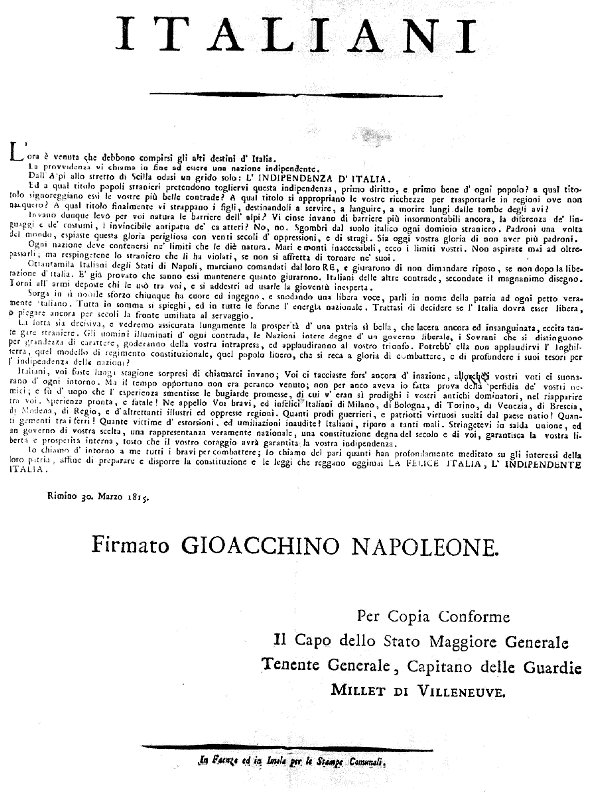
Il Proclama di Rimini, conservato al Museo nazionale del Risorgimento a Torino

| Anno         | Data | Evento |
| ------------ | --- | --- |
| 1815         | 15 marzo- 20 maggio | La guerra austro-napoletana vede confrontarsi l'esercito del Regno di Napoli, guidato da Gioacchino Murat, il quale voleva impedire la restaurazione dei Borbone al trono napoletano favorita dal Congresso di Vienna, contro l'esercito imperiale austriaco. \| Data \| Evento \| \| ------------ \| ------------------------------------------------------------------------------------------------------------------------------------------------------------------------------------------------------------------------------------- \| \| 15 marzo \| Il Re di Napoli Gioacchino Murat, insediato sul trono da Napoleone Bonaparte, dichiara guerra all'Impero austriaco. \| \| 30 marzo \| Nel Proclama di Rimini, Murat si rivolge agli italiani, chiamandoli alla rivolta contro i nuovi padroni e presentandosi come alfiere dell'indipendenza italiana. Inizio del Risorgimento italiano. \| \| 3 aprile \| Battaglia del Panaro: L'esercito napoletano conquista Bologna e poi sconfigge l'esercito austriaco comandato da Federico Bianchi. \| \| 7 aprile \| Il Regno Lombardo-Veneto viene istituito dall'Impero austriaco riunendo Lombardia e Veneto, ricevute grazie alle decisioni del Congresso di Vienna. \| \| 9 aprile \| Battaglia di Occhiobello: Murat è sconfitto e il suo tentativo di attraversare il Po, entrando in territorio austriaco, fallisce. \| \| 12 aprile \| Battaglia di Casaglia: Murat è sconfitto ed è costretto a levare l'assedio a Ferrara. \| \| 16-30 aprile \| Murat abbandona Bologna, occupata dalle truppe austriache, che successivamente occupano Firenze, Forlì, Foligno, Fano e Roma, rimettendo sul trono papa Pio VII. \| \| 1o-3 maggio \| Battaglie di Scapezzano e di Tolentino: le truppe austriache al comando di Adam Albert von Neipperg sconfiggono l'esercito napoletano. \| \| 5 maggio \| Una flotta anglo-austriaca blocca il porto di Ancona, quartier generale dell'esercito del Regno di Napoli. \| \| 12 maggio \| Le truppe austriache al comando di Federico Bianchi occupano L'Aquila. \| \| 13 maggio \| Battaglia di Castel di Sangro: Le truppe austriache al comando di Federico Bianchi mettono in rotta le truppe napoletane. \| \| 15-17 maggio \| Battaglia di San Germano: Lo scontro finale della guerra austro-napoletana fu vinta dalle truppe austriache comandate da Laval Nugent von Westmeath contro quelle napoletane comandate da Gioacchino Murat, presso l'odierna Cassino. \| \| 20 maggio \| Con il trattato di Casalanza, firmato presso Capua, viene posta fine alla guerra, rimettendo sul trono partenopeo Ferdinando IV di Napoli e Sicilia. \| |
| 1815         | 9 giugno | Si conclude il Congresso di Vienna. |
| 1815         | 26 settembre | I sovrani di Austria (cattolici), Prussia (luterani) e Russia (ortodossi) e il sultano della Turchia (musulmano) aderiscono alla Santa Alleanza. |
| 1815         | 8 ottobre | L'ex-Re di Napoli Gioacchino Murat sbarca con ventotto compagni a Pizzo Calabro per cercare di recuperare il proprio trono, ma è arrestato. |
| 1815         | 13 ottobre | Gioacchino Murat è fucilato a Pizzo Calabro. |
| 1815         | 20 novembre | Avviene un secondo patto tra Prussia, Austria, Russia che con l'adesione della Gran Bretagna prende il nome di Quadruplice Alleanza. |
| 1816         | 8 dicembre | Atto di unione del Regno di Napoli e del Regno di Sicilia: nasce il Regno delle Due Sicilie. |
| 1816         | Johann Wolfgang von Goethe pubblica il primo volume di Viaggio in Italia, il resoconto di un Grand Tour che l'autore compì in Italia tra il 1786 e il 1788.                                                                           | |
| 1817         | | Viene pubblicato il secondo volume di Viaggio in Italia. |
| 1818         | 3 settembre | Silvio Pellico e Giovanni Berchet fondano a Milano la rivista liberale Il Conciliatore. |
| 1818         | ottobre-novembre | Il Congresso di Aquisgrana riunisce le quattro potenze vincitrici su Napoleone: viene decisa la fine dell'occupazione della Francia. |
| 1818         | Luigi de' Medici, primo ministro del Regno delle Due Sicilie sotto Ferdinando I, stipula un Concordato con la Santa Sede ripristinando i privilegi della Chiesa cattolica.                                                            | |
| 1819         | 17 ottobre | Il periodico Il Conciliatore viene soppresso dall'Impero austriaco. |
| 1819         | Joseph de Maistre pubblica Del Papa che diventa la base teorica del conservatorismo cattolico italiano. | |
| Data         | Evento | |
| 15 marzo     | Il Re di Napoli Gioacchino Murat, insediato sul trono da Napoleone Bonaparte, dichiara guerra all'Impero austriaco. | |
| 30 marzo     | Nel Proclama di Rimini, Murat si rivolge agli italiani, chiamandoli alla rivolta contro i nuovi padroni e presentandosi come alfiere dell'indipendenza italiana. Inizio del Risorgimento italiano.                                    | |
| 3 aprile     | Battaglia del Panaro: L'esercito napoletano conquista Bologna e poi sconfigge l'esercito austriaco comandato da Federico Bianchi. | |
| 7 aprile     | Il Regno Lombardo-Veneto viene istituito dall'Impero austriaco riunendo Lombardia e Veneto, ricevute grazie alle decisioni del Congresso di Vienna.                                                                                   | |
| 9 aprile     | Battaglia di Occhiobello: Murat è sconfitto e il suo tentativo di attraversare il Po, entrando in territorio austriaco, fallisce. | |
| 12 aprile    | Battaglia di Casaglia: Murat è sconfitto ed è costretto a levare l'assedio a Ferrara. | |
| 16-30 aprile | Murat abbandona Bologna, occupata dalle truppe austriache, che successivamente occupano Firenze, Forlì, Foligno, Fano e Roma, rimettendo sul trono papa Pio VII.                                                                      | |
| 1o-3 maggio  | Battaglie di Scapezzano e di Tolentino: le truppe austriache al comando di Adam Albert von Neipperg sconfiggono l'esercito napoletano.                                                                                                | |
| 5 maggio     | Una flotta anglo-austriaca blocca il porto di Ancona, quartier generale dell'esercito del Regno di Napoli. | |
| 12 maggio    | Le truppe austriache al comando di Federico Bianchi occupano L'Aquila. | |
| 13 maggio    | Battaglia di Castel di Sangro: Le truppe austriache al comando di Federico Bianchi mettono in rotta le truppe napoletane. | |
| 15-17 maggio | Battaglia di San Germano: Lo scontro finale della guerra austro-napoletana fu vinta dalle truppe austriache comandate da Laval Nugent von Westmeath contro quelle napoletane comandate da Gioacchino Murat, presso l'odierna Cassino. | |
| 20 maggio    | Con il trattato di Casalanza, firmato presso Capua, viene posta fine alla guerra, rimettendo sul trono partenopeo Ferdinando IV di Napoli e Sicilia.                                                                                  | |

## Anni 1820

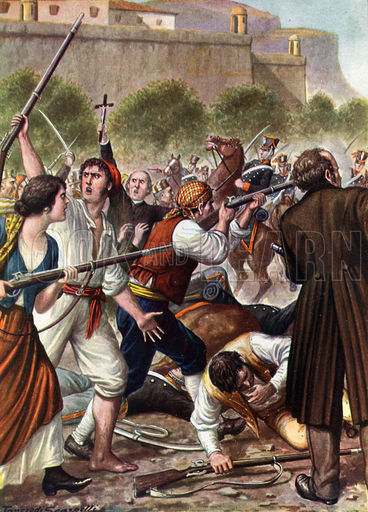
L'insurrezione di Palermo

| Anno | Data                    | Evento |
| ---- | ----------------------- | --- |
| 1820 | 14 marzo                | Nasce a Torino, nel Palazzo dei Principi di Carignano, Vittorio Emanuele Maria Alberto Eugenio Ferdinando Tommaso di Savoia, figlio primogenito di Carlo Alberto, Re di Sardegna, e di Maria Teresa di Toscana, futuro primo re d'Italia. |
| 1820 | 15 giugno               | Delusi dell'annessione del Regno di Sicilia nel nuovo Regno delle Due Sicilie, i siciliani insorgono aiutati dai baroni e dai borghesi dell'isola e guidati da Giuseppe Alliata di Villafranca. Dopo che il Parlamento siciliano appena riconvocato ripristina la costituzione isolana del 1812, in agosto i soldati di Ferdinando I scendono in Sicilia. La rivolta finisce con la sanguinosa repressione borbonica il 22 novembre. |
| 1820 | 1o luglio               | Sull'esempio della Sicilia, i carbonari di Nola, capeggiati da Michele Morelli, Giuseppe Silvati e Luigi Minichini, marciano su Napoli per chiedere a re Ferdinando la costituzione, concessa il 6 luglio, per poi chiedere aiuto alla Santa Alleanza, entrando quindi nella capitale scortato dagli austriaci il 24 marzo 1821 dopo la vittoria austriaca sui costituzionalisti a Rieti-Antrodoco. |
| 1820 | 13 ottobre              | Il patriota Silvio Pellico è arrestato e condannato a 15 anni di carcere alla fortezza dello Spielberg, nei pressi di Brünn (l'odierna Brno, in Moravia), dove sconterà 10 anni. La dura esperienza carceraria costituirà il soggetto del libro di memorie Le mie prigioni, scritto dopo la scarcerazione, che avrà grande popolarità ed eserciterà notevole influenza sul movimento risorgimentale. |
| 1820 | 20 ottobre- 20 dicembre | Durante il congresso di Troppau, viene dichiarato che, nel caso di un cambio di governo a seguito di rivoluzioni in uno dei paesi della Santa Alleanza, gli altri stati si impegnano a riportare quello stato all'ordine, usando mezzi pacifici o le armi. |
| 1821 | 10 marzo                | In Piemonte, approfittando della repressione austriaca della rivolta napoletana, i patrioti piemontesi insorgono capeggiati dal conte Santorre di Santa Rosa e appoggiati dal principe di Carignano, chiedendo al re Vittorio Emanuele I di concedere la costituzione della Spagna. Invece il 13 lui abdica in favore del fratello e diviene reggente. Carlo Felice reprime la rivolta coadiuvato dall'intervento austriaco, quindi entra a Torino dove viene incoronato il 25. Carlo Alberto fugge a Novara e la costituzione da lui concessa viene ritirata dal nuovo sovrano. Dopo la sua morte nel 1831 senza figli, diverrà però Carlo Alberto il nuovo re di Sardegna, portando così sul trono il ramo dei Savoia-Carignano. |
| 1822 | 6 febbraio              | L'imperatore d'Austria Francesco I commuta la pena di morte per Piero Maroncelli e Silvio Pellico in quella del carcere duro. |
| 1822 | 15 ottobre              | Su istituzione del Re di Sardegna Carlo Felice nasce il Corpo Forestale dello Stato, corpo di polizia che erediterà il successivo Regno d'Italia. |
| 1825 | 25 giugno               | Regno Lombardo-Veneto: Nella città di Pavia, che non ha mai manifestato tendenze indipendentiste, in concomitanza con il viaggio dell'imperatore Francesco I, si verificano tumulti negli ambienti studenteschi. |
| 1825 | 31 agosto               | Nello Stato Pontificio, la repressione del cardinale Rivarola, in Romagna, tocca il massimo grado di spietatezza. La polizia speciale compie numerose retate arrestando cinquecento persone per cospirazione. |
| 1827 | giugno                  | Alessandro Manzoni pubblica la prima edizione di I promessi sposi, detta "ventisettana". |
| 1828 | 28 giugno               | Esordio dei moti del Cilento organizzati dalla società segreta dei Filadelfi per ottenere la Costituzione nel Regno delle Due Sicilie. |
| 1828 | 7 luglio                | Il capo della gendarmeria delle Due Sicilie Francesco Saverio del Carretto, nell'ambito della repressione dei moti del Cilento, distrugge a cannonate il villaggio di Bosco. |
| 1828 | 31 dicembre             | A Torino, capitale del Regno di Sardegna, viene costituita la "Società Reale Assicurazione Generale e Mutua Contro gli Incendi" oggi Reale Mutua Assicurazioni, la più antica compagnia di assicurazioni italiana. |

## Anni 1830
| Anno | Data          | Evento |
| ---- | ------------- | --- |
| 1830 | 13 novembre   | A Genova, Giuseppe Mazzini viene arrestato e chiuso in carcere nella fortezza del Priamar di Savona. |
| 1831 | 2 febbraio    | Al soglio pontificio viene eletto il cardinale Mauro Alberto Cappellari con il nome di Gregorio XVI. Gli anni del suo pontificato furono segnati dal diffondersi dell'ultramontanismo, che venne formulato successivamente dal Concilio Vaticano I. |
| 1831 | 5 febbraio    | Ispirati dalla Rivoluzione di luglio e usato come pretesto l'arresto da parte del duca di Modena di Ciro Menotti, i carbonari insorgono e nei territori pontifici le Legazioni romagnole sono dichiarate in secessione dai territori pontifici. La rivolta si diffonde a tutti i territori dello Stato della Chiesa fino ai confini laziali, e i funzionari romagnoli del papa e i duchi emiliani fuggono. Sono proclamate il 5 febbraio stesso le Province Unite Italiane.                                |
| 1831 | 10 febbraio   | Mazzini viene esiliato a Marsiglia dalle autorità sabaude. |
| 1831 | 25 marzo      | Battaglia delle Celle - Un esercito di circa 1500 patrioti italiani affrontano le truppe austriache, accorse in Italia per sedare la rivolta popolare nelle legazioni di Ravenna, Forlì, Bologna e Ferrara contro il potere pontificio. |
| 1831 | 26 marzo      | L'ultima roccaforte delle Province Unite, Ancona, cade sotto i cannoni austriaci, venuti in soccorso del papa-re e dei duchi emiliani, che vengono rimessi sui loro troni. |
| 1831 | 27 aprile     | A Torino muore Carlo Felice e gli succede sul trono del Regno di Sardegna il nipote Carlo Alberto. |
| 1831 | 26 maggio     | A Modena viene giustiziato, mediante impiccagione, Ciro Menotti. |
| 1831 | luglio        | Mazzini fonda la Giovine Italia per un'Italia "libera, unita, indipendente e repubblicana". |
| 1832 | 15 agosto     | Papa Gregorio XVI pubblica la lettera enciclica Mirari Vos, sulla condanna delle tendenze innovatrici all'interno della Chiesa, delle richieste di abolizione del celibato del clero, delle richieste di divorzio, dell'indifferentismo, della libertà di coscienza, della libertà di stampa, della libertà politica come ribellione contro i príncipi. |
| 1832 | novembre      | A Torino viene pubblicato Le mie prigioni di Silvio Pellico. |
| 1833 | maggio-giugno | Primi moti mazziniani in Savoia e Piemonte. |
| 1834 | 2 febbraio    | Falliscono la spedizione mazziniana prevedente un tumulto a Genova e nel contempo un intervento armato dalla Svizzera. Il comando della spedizione elvetica è affidato a Gerolamo Ramorino, che però perde soldi per l'insurrezione scommettendo; invasa la Savoia, la polizia, allertata da tempo, disperde facilmente gli svizzeri e poi i genovesi. L'unico a presentarsi all'appello sarà Giuseppe Garibaldi, che fugge in Sudamerica dove combatterà per la repubblica del Rio Grande per dieci anni. |
| 1834 | 3 febbraio    | Contemporaneamente al moto di Genova, fallisce il moto insurrezionale della Giovine Italia in Savoia. |
| 1834 | 15 luglio     | L'Inquisizione Spagnola, istituita nel XV secolo, viene definitivamente abolita dal regio decreto firmato dalla Reggente di Spagna Maria Cristina di Borbone delle Due Sicilie. |
| 1836 | 18 Giugno     | Nel regno sabaudo avviene l'istituzione del corpo dei Bersaglieri da parte del Generale Alessandro La Marmora. |
| 1836 | 5 luglio      | Giuseppe Mazzini viene arrestato ed allontanato dalla Francia. |
| 1837 |               | Nel Regno delle Due Sicilie, in particolare nel siracusano, scoppiano rivolte popolari detti moti del colera, poiché alimentati dal malcontento creatosi a seguito dell'omonima epidemia. Tra le maggiori conseguenze, lo sventramento di interi quartieri popolari per migliorarne l'aerazione. |
| 1838 | 1o settembre  | L'imperatore Ferdinando I d'Austria si fa incoronare Re a Milano. |
| 1838 | 11 dicembre   | Termina ufficialmente il sistema di proprietà feudale delle terre sarde del Regno Sabaudo: i comuni possono riscattare le proprietà ai feudatari tramite il versamento di quote pecuniarie, e assumere il diritto di riscuotere autonomamente imposte e diritti. |

## Anni 1840

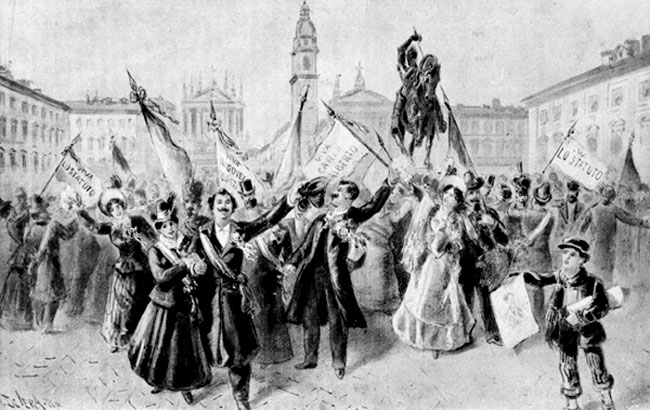
Festeggiamenti a Torino per la concessione dello Statuto

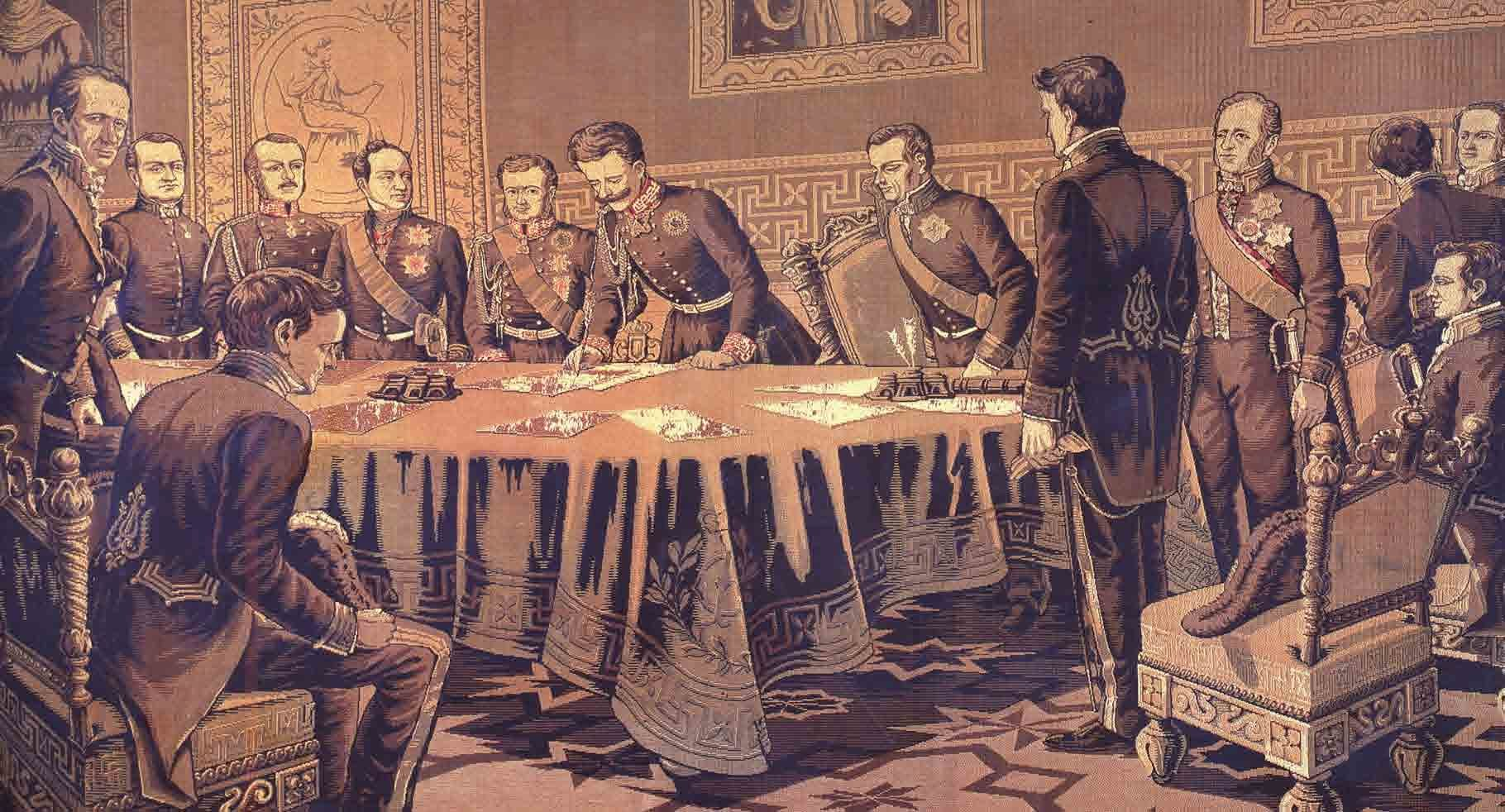
Carlo Alberto in procinto di firmare lo Statuto Albertino

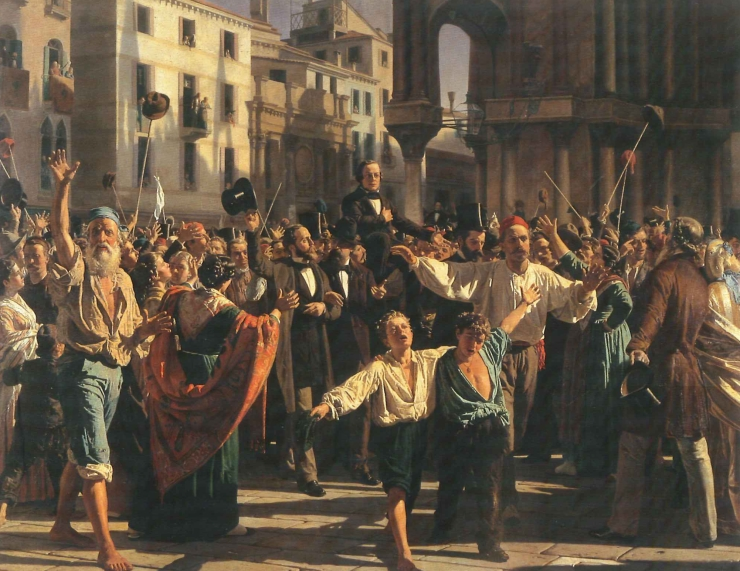
La liberazione di Manin e Tommaseo il 17 marzo 1848

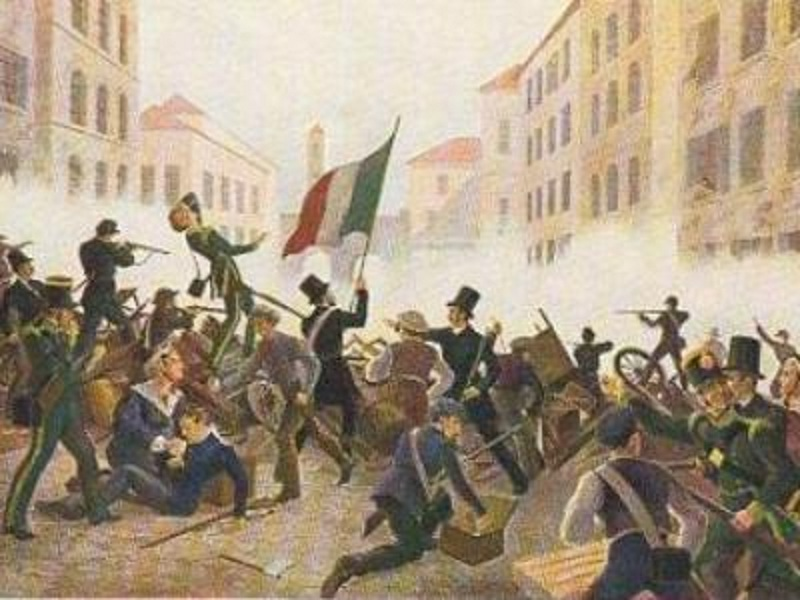
Una manifestazione del tricolore antiaustriaca durante le Cinque giornate

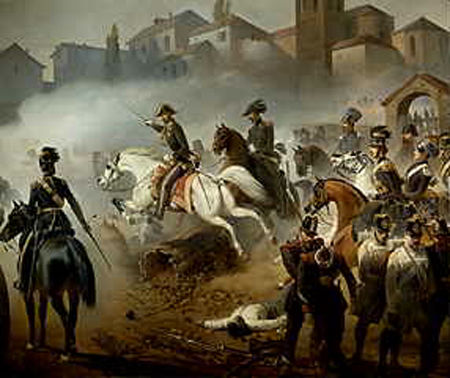
Un momento della battaglia di Pastrengo

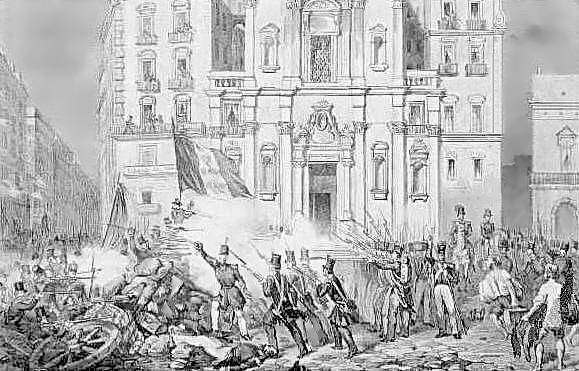
I moti costituzionali del 15 maggio 1848 in Napoli da parte dei lazzari

| Anno | Data | Evento |
| ---- | --- | --- |
| 1842 | 9 marzo | Prima esecuzione al Teatro alla Scala di Milano dell'opera lirica Nabucco di Giuseppe Verdi. È spesso letta come l'opera più risorgimentale del compositore, poiché gli spettatori italiani dell'epoca potevano tracciare paralleli tra la loro condizione politica e quella degli ebrei assoggettati al dominio babilonese. |
| 1842 | Termina la pubblicazione della seconda edizione definitiva de I promessi sposi di Alessandro Manzoni, detta "quarantana", dopo una revisione linguistica ("risciacquare i panni in Arno"), corredata dalle illustrazioni di Francesco Gonin e dall'aggiunta del saggio Storia della colonna infame. | |
| 1844 | 25 luglio | Dopo che Ferdinando II aveva concesso a pochi la grazia, nel vallone di Rovito vengono fucilati quattro patrioti mazziniani, tra cui i fratelli Attilio ed Emilio Bandiera. Di fronte a questi fallimenti, Mazzini cade in una profonda crisi interiore, non volendo così più intraprendere grandi imprese. |
| 1846 | 16 giugno | Viene eletto papa il cardinale Giovanni Maria Mastai-Ferretti, già Vescovo di Imola, il quale assume il nome di Pio IX. Circa un mese dopo la sua elezione, concede l'amnistia per i reati politici: cosa che gli procura le simpatie di tutti i liberali italiani e dà nuovo impulso al movimento unitario della penisola. |
| 1847 | 1o settembre | A Messina si verifica un'insurrezione, con il tentativo di sviare il controllo dell'esercito Borbonico da Palermo a Messina e con il progetto ardito di far fuori tutto lo stato maggiore Borbonico presente a Messina per una festa. I promotori del moto insurrezionale avevano fissato la data per il 2 settembre in accordo con i compagni di Reggio ma l'evento fortunoso della festa aveva fatto anticipare la data di un giorno ai Messinesi che tentano il colpo da soli. Questo primo episodio di rivolta anti-borbonica porterà alla rivoluzione di Palermo nel gennaio 1848. A guidarla furono numerosi patrioti tra cui Giovanni Nesci, Antonio Caglià Ferro, Antonio Pracanica, ma fu sedata nel giro di poche ore. |
| 1847 | 2 settembre | A Reggio Calabria scoppia la rivolta anti-borbonica ordita dal patriota Domenico Romeo, che prende la città e istituisce un governo provvisorio. |
| 1847 | 15 settembre | Termina la rivolta anti-borbonica a Reggio Calabria. |
| 1847 | 3 novembre | Vengono firmati a Torino i Preliminari della Lega doganale tra lo Stato Pontificio, il Regno di Sardegna e il Granducato di Toscana. |
| 1847 | 29 novembre | Con la fusione tra la parte insulare del Regno di Sardegna e la parte continentale piemontese, richiesta dal consiglio generale sardo, il regno diventa uno stato unitario. Finisce l'autonomia sarda e cessa la carica di viceré. |
| 1847 | 10 dicembre | Davanti a patrioti provenienti da tutta Italia, viene eseguito per la prima volta il Canto degli Italiani, conosciuto come "Inno di Mameli" o "Inno d'Italia". |
| 1848 | gennaio | Garibaldi torna dal Sudamerica a bordo dello Speranza con la moglie Anita, per sostenere la causa patriottica. |
| 1848 | 12 gennaio | Inizia la rivoluzione siciliana, primo movimento popolare a scoppiare in Europa, avviando la primavera dei popoli. |
| 1848 | 14 gennaio | Viene riconvocato il parlamento siciliano, che concede la vecchia costituzione. |
| 1848 | 27 gennaio | I lazzari di Napoli insorgono, costringendo re Ferdinando II a concedere la costituzione l'11 febbraio. |
| 1848 | 11 febbraio | Il granduca di Toscana Leopoldo II d'Asburgo-Lorena concede la costituzione, nella generale approvazione toscana. |
| 1848 | 4 marzo | Il re di Sardegna Carlo Alberto concede la costituzione, che manterrà anche dopo il 1849 e che da lui prende il nome di Statuto Albertino, in cui vi sono: - attenuazione della censura; - riduzione dei poteri polizieschi; - consiglieri regionali a nomina elettorale a suffragio censitario maschile; - separazione dei poteri: legislativo a un parlamento formato da Senato di nomina regia e da Camera dei deputati eletta a suffragio censitario maschile, esecutivo al Gabinetto di governo e giudiziario ai magistrati di nomina regia. |
| 1848 | 14 marzo | Papa Pio IX emana la costituzione, ossia lo Statuto fondamentale, in cui: - l'ordine giudiziario è separato dal potere politico; - è sciolta l'Inquisizione; - la libertà personale può essere ristretta solo in base alla legge e ci dev'essere un motivo per arrestare; - la censura preventiva viene sostituita da misure atte per colpire casi particolari di abuso, quindi viene data libertà di stampa; - il diritto di proprietà è inviolabile; - i diritti d'autore sono riconosciuti; - i Comuni saranno amministrati non dai funzionari ecclesiastici, bensì da laici; - viene nominato dal papa un parlamento, privo però di potere decisionale.                                                                      |
| 1848 | 17 marzo | Ispirati dall'insurrezione viennese che ha costretto Klemens von Metternich a dimettersi, Venezia chiede al governatore austriaco della città Aloisio Palffy di liberare Daniele Manin e Niccolò Tommaseo, arrestati a gennaio. Preoccupato dalla manifestazione, Palffy li accontenta e i soldati intervengono. |
| 1848 | 18-22 marzo | Milano, insoddisfatta del rifiuto delle concessioni negate dal governatore Spaur, inizia una manifestazione pacifica di concessione della costituzione del Regno Lombardo-Veneto, dando il pretesto agli austriaci per passare alle armi e ai milanesi per iniziare la rivolta popolare. Viene costituito un governo provvisorio presieduto da Gabrio Casati, mentre il feldmaresciallo Josef Radetzky lascia la città alla volta di Verona. È l'inizio delle Cinque giornate di Milano, che vedranno la conquista ribelle della città. |
| 1848 | 22 marzo | La consegna dell'Arsenale in mano ai veneziani ribelli spaventa il governatore Zichy, ch'è costretto a firmare la capitolazione austriaca. Manin, presidente del Governo provvisorio, proclama la Repubblica di San Marco. |
| 1848 | 23 marzo | Sotto la pressione dei patrioti milanesi e lombardo-veneti liberali moderati (pianificatori di un Nord Italia unito sotto una monarchia costituzionale), il re di Sardegna Carlo Alberto dichiara guerra all'Austria. Inizia così la Prima guerra d'indipendenza. Pio IX, Ferdinando II di Borbone e Leopoldo II mandano i loro soldati volontari in aiuto ai piemontesi. |
| 1848 | 3 aprile | Ferdinando II nomina primo ministro del regno delle Due Sicilie il liberale neoguelfo Carlo Troja. |
| 1848 | 8 aprile | I bersaglieri piemontesi sconfiggono gli austriaci sul ponte di Goito. |
| 1848 | 23 aprile | Nonostante una strenua resistenza, dovuta anche a molti dei volontari arruolati nei giorni precedenti, Udine, in mano ai ribelli veneti, viene conquistata dal comandante austriaco Nugent. Manin è costretto perciò a chiedere aiuto al Piemonte. |
| 1848 | 29 aprile | Pio IX dichiara l'Abhorret a bello, con cui afferma il rifiuto di combattere contro un sovrano cattolico, dopo le proteste dei cattolici austriaci, richiamando così le proprie truppe a Roma. In un secondo momento anche gli altri sovrani, insospettiti anche che re Carlo Alberto sia solo interessato alla Lombardia, seguiranno l'esempio del pontefice. |
| 1848 | 30 aprile | Vittoria piemontese a Pastrengo. Gli austriaci si ritirano. |
| 1848 | 6 maggio | Tentata conquista sabauda di Verona e sconfitta nella battaglia di Santa Lucia. |
| 1848 | 9 maggio | Alla battaglia di Cornuda gli asburgici costringono alla resa il nemico, intento a sbloccare loro la strada per Verona. |
| 1848 | 29 maggio | Le truppe toscane e napoletane rinforzano la controffensiva sabauda a Curtatone e Montanara. |
| 1848 | 30 maggio | Non sfruttata vittoria piemontese alla battaglia di Goito. |
| 1848 | 31 maggio | Altra vittoria sarda a Peschiera. |
| 1848 | 10 giugno | Vicenza cade sotto gli assedianti asburgici dopo la battaglia di Monte Berico tra veneziani e austriaci. |
| 1848 | 10 luglio | Viene eletto dal Parlamento siciliano Ferdinando Alberto Amedeo di Savoia, figlio di Carlo Alberto, re di Sicilia, ma lui rifiuta. Viene mandato avanti il governo provvisorio. |
| 1848 | 27 luglio | Radetzky sconfigge i piemontesi, soli senza le truppe borboniche e toscane, a Custoza. |
| 1848 | 9 agosto | Regno di Sardegna e Austria firmano l'armistizio di Salasco: le città del Lombardo-Veneto, meno Osoppo e Venezia, si arrendono consegnandosi senza combattere ai miliziani di Radetzky. Garibaldi e i suoi, che si trovavano alle porte di Como, sono costretti a ritirarsi. |
| 1848 | 3 settembre | Sbarcano le truppe borboniche guidate da Carlo Filangeri per conquistare Messina e da lì tutta l'isola. |
| 1848 | 10 settembre | Dopo un pesante bombardamento, Messina viene conquistata dal "re bomba". |
| 1848 | 15 settembre | Pio IX nomina nuovo primo ministro il progressista moderato Pellegrino Rossi, odiato sia dal clero conservatore sia dai romani per maggioranza democratici. |
| 1848 | 12 ottobre | Osoppo viene espugnata e distrutta dall'esercito austriaco. I soldati sopravvissuti riparano a Venezia. |
| 1848 | 15 novembre | In occasione della riconvocazione del Parlamento, Pellegrino Rossi viene ucciso a coltellate all'entrata. Manifestazioni popolari dinanzi al Quirinale in serata e il 17. |
| 1848 | 24 novembre | Pio IX fugge dalla Città Eterna; il giorno dopo si trova già a Gaeta, nel Regno delle Due Sicilie. |
| 1848 | 2 dicembre | Rifugiato a Innsbruck, l'imperatore d'Austria Ferdinando I abdica in favore del nipote diciottenne Francesco Giuseppe, che regnerà per 68 anni. |
| 1848 | 10 dicembre | Luigi Napoleone Bonaparte viene eletto Presidente della Seconda Repubblica francese. |
| 1849 | 30 gennaio | Non volendo mandare toscani alla costituente romana, Leopoldo II fugge da Firenze, per poi giungere il 21 febbraio a Gaeta. |
| 1849 | 9 febbraio | Guerrazzi, Montanelli, Mazzoni formano un triumvirato e il 15 proclamano la nuova Repubblica Toscana. |
| 1849 | 9 febbraio | L'Assemblea costituente proclamata la Repubblica romana. |
| 1849 | 12 marzo | Carlo Alberto, temendo la rivolta dei democratici piemontesi e di mettersi sotto la protezione borbonica a Gaeta, denuncia l'armistizio di Salasco e riprende la guerra con l'Austria. |
| 1849 | 21 marzo | Ha luogo la battaglia della Sforzesca, vinta dai piemontesi. |
| 1849 | 23 marzo | I sabaudi vengono pesantemente sconfitti a Novara dall'esercito di Radetzky. |
| 1849 | 24 marzo | Preso atto della sconfitta e arresosi, re Carlo Alberto abdica in favore del figlio Vittorio, che diviene re Vittorio Emanuele II. La notte stessa la prima cosa che fa il nuovo sovrano è recarsi a Vignale dove Radetzky firma l'armistizio che pretende l'occupazione delle truppe tra la Lomellina e il Monferrato, l'occupazione provvisoria della roccaforte di Alessandria e la resa di tutte le città ribelli del Lombardo-Veneto. |
| 1849 | 27 marzo | Il triumvirato toscano viene sciolto, Guerrazzi è dichiarato dittatore della Repubblica Toscana. |
| 1849 | 29 marzo | Viene creato nella Repubblica Romana un triumvirato composto da Mazzini, Carlo Armellini e Aurelio Saffi. Garibaldi viene messo a capo della difesa di Roma. |
| 1849 | 1o aprile | Gli austriaci reprimono nel sangue le Dieci giornate di Brescia. |
| 1849 | 5-11 aprile | I reparti del generale Alfonso La Marmora sedano con massacri e violenze i Moti di Genova: moti popolari avversi di matrice mazziniana. |
| 1849 | 12 aprile | Rivolta a Firenze. Guerrazzi viene arrestato e i moderati tornano sulla scena. Viene chiesto a Leopoldo II di ritornare a governare in Toscana. Intanto il granduca a Gaeta aveva chiesto l'invasione austriaca della Toscana, guidata dal comandante Costantino d'Aspre. Sempre da Gaeta, Pio IX aveva chiesto al presidente Bonaparte di mandare le sue truppe a conquistare Roma e riportarla in mano al papa. |
| 1849 | 11 maggio | Gli austriaci assediano e saccheggiano Livorno. |
| 1849 | 14 maggio | Dopo un cruento assedio, Palermo cade sotto i cannoni di Re Bomba. La Sicilia torna in mano ai Borbone. |
| 1849 | 3 giugno | Il generale francese Oudinot inizia l'Assedio di Roma. |
| 1849 | 28 giugno | Caduta Firenze, Leopoldo II entra trionfalmente scortato dagli austriaci e riconfermato granduca di Toscana. |
| 1849 | 2 luglio | Cade la Repubblica Romana. Garibaldi, con i suoi volontari repubblicani, passa per lo Stato Pontificio per raggiungere Venezia, ma la spedizione fallisce: Garibaldi perde vicino a Ravenna la propria moglie Anita e prende la via dell'esilio. |
| 1849 | 6 agosto | Viene ratificata la pace di Milano tra Regno di Sardegna e Austria. |
| 1849 | 8 agosto | I patrioti Ugo Bassi e Giovanni Livraghi vengono fucilati dagli austriaci a Bologna. |
| 1849 | 22 agosto | Stremata dal colera e da tre mesi di assedio, Venezia si arrende agli asburgici e Daniele Manin firma la resa a villa Papadopoli. Termina la Prima guerra d'indipendenza. |

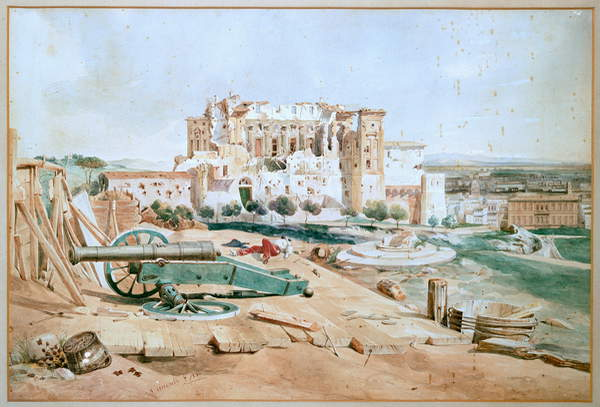
L'assedio di Roma delle truppe di Luigi Napoleone

| 1849 | 24 agosto | Gli austriaci entrano a Venezia. Manin, Tommaseo, Pepe ed altri patrioti prendono la via dell'esilio. |
| 1849 | 20 novembre | Opposto a ratificare la pace di Milano, il parlamento piemontese viene sciolto dal re e col Proclama di Moncalieri Vittorio Emanuele II invita il popolo a votare una maggioranza favorevole alla ratifica del trattato di Vignale. |

## Anni 1850

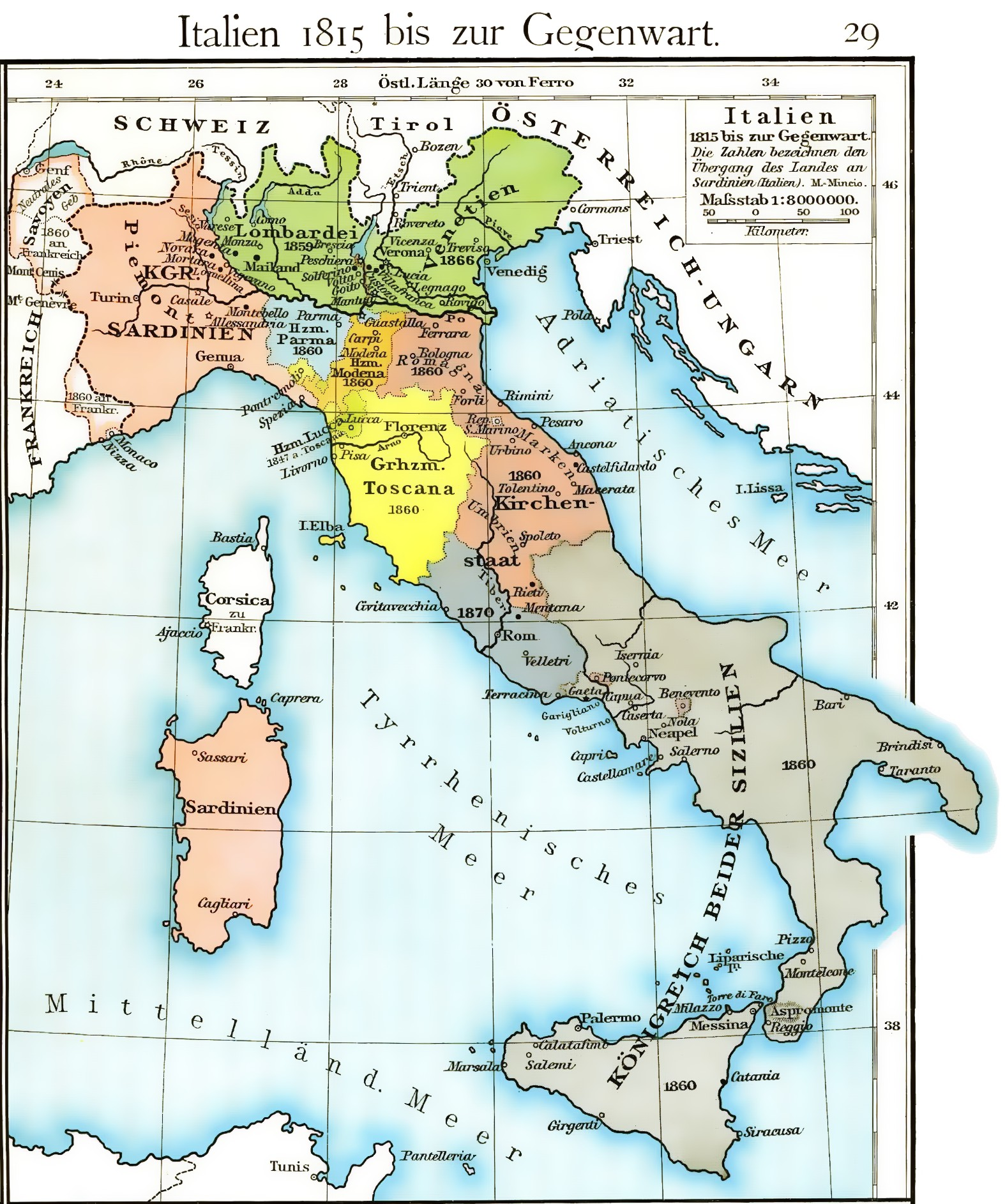
Gli stati pre-unitari (1816-1855):
- Regno di Sardegna
- Regno delle Due Sicilie dall'unione del Regno di Sicilia col Regno di Napoli
- Granducato di Toscana
- Stato Pontificio
- Regno Lombardo-Veneto
- Ducati di Parma, Modena e Lucca

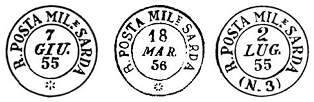
Timbri dei servizi postali aperti in Crimea dal corpo di spedizione sardo.Nel maggio 1855 il primo ufficio aperto fu a Balaklava e utilizzava l'annullo a rosetta, più tardi un altro ufficio fu aperto a Costantinopoli dove era presente l'ospedale militare nei pressi di Kadi-Koj con annullo N.3

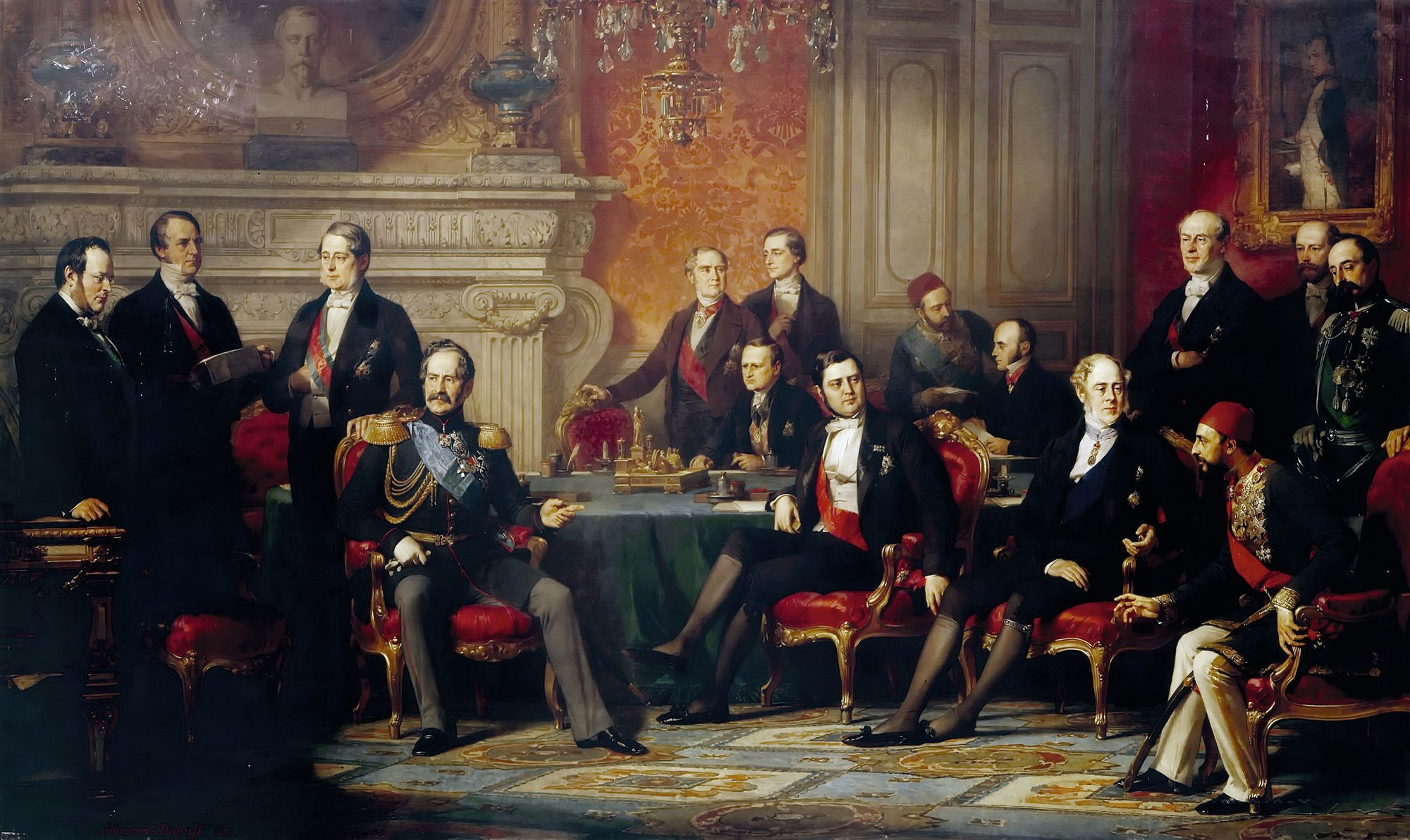
Il Congresso di Parigi in un dipinto di Édouard Louis Dubufe. Si notino i capi-legazione delle singole potenze: il primo delegato a sinistra è Cavour (Regno di Sardegna), il terzo Buol-Schauenstein (Austria). Seduti, da sinistra, Orlov (Russia) e, al di là del tavolo, Manteuffel (Prussia); al di qua del tavolo: Walewski (Francia), Clarendon (Gran Bretagna) e Aali (Impero ottomano).

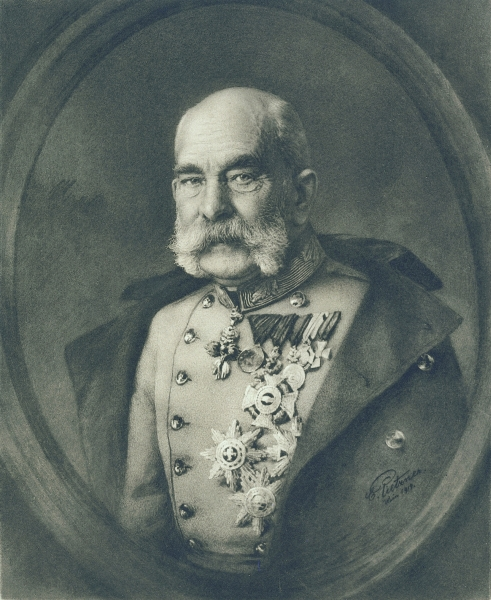
Francesco Giuseppe I d'Austria

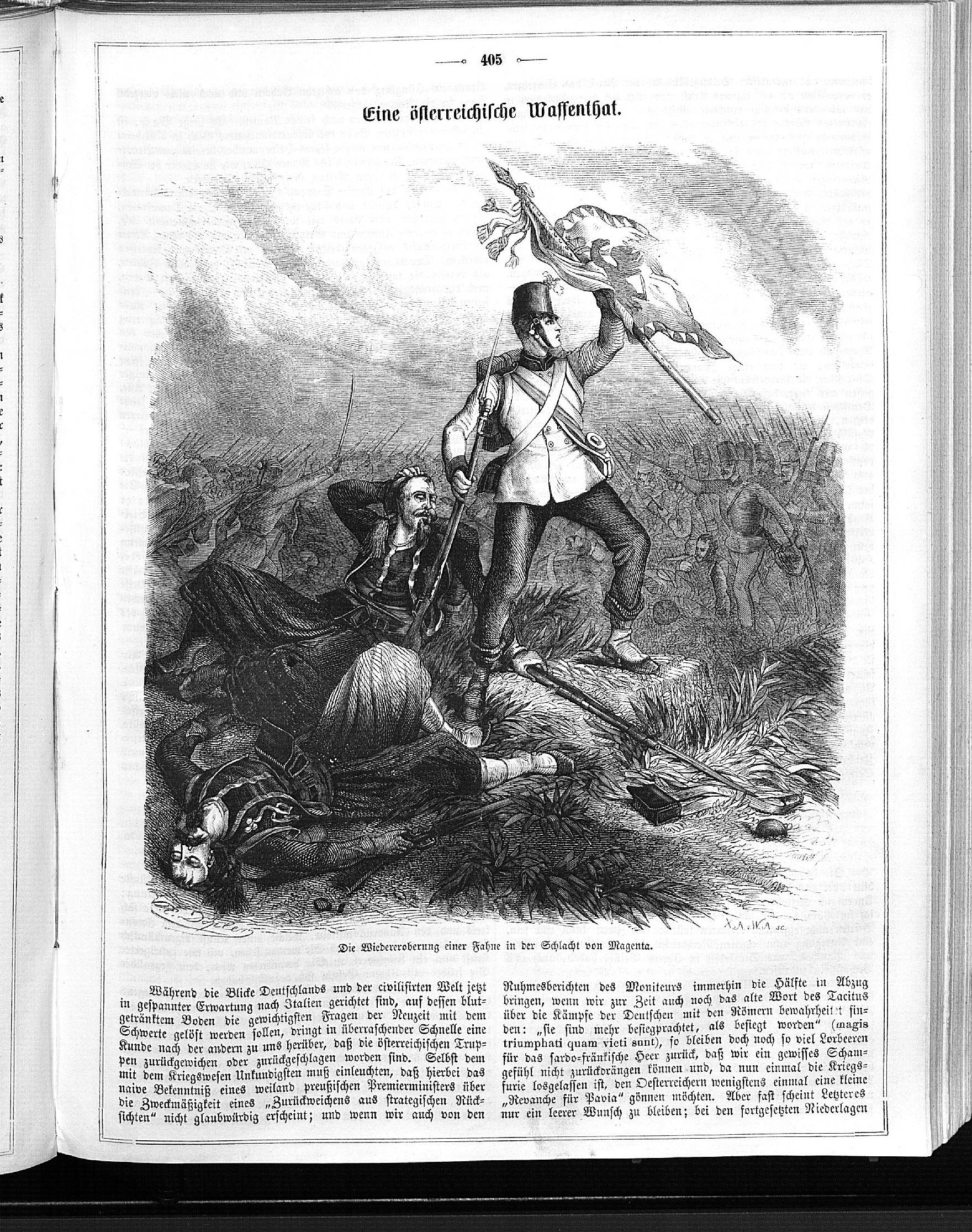
Battaglia di Magenta, l'ultima resistenza austriaca dopo la disfatta di Casa Giacobbe, dal Die Gartenlaube di Ernst Keil's Nachfolger, 1859

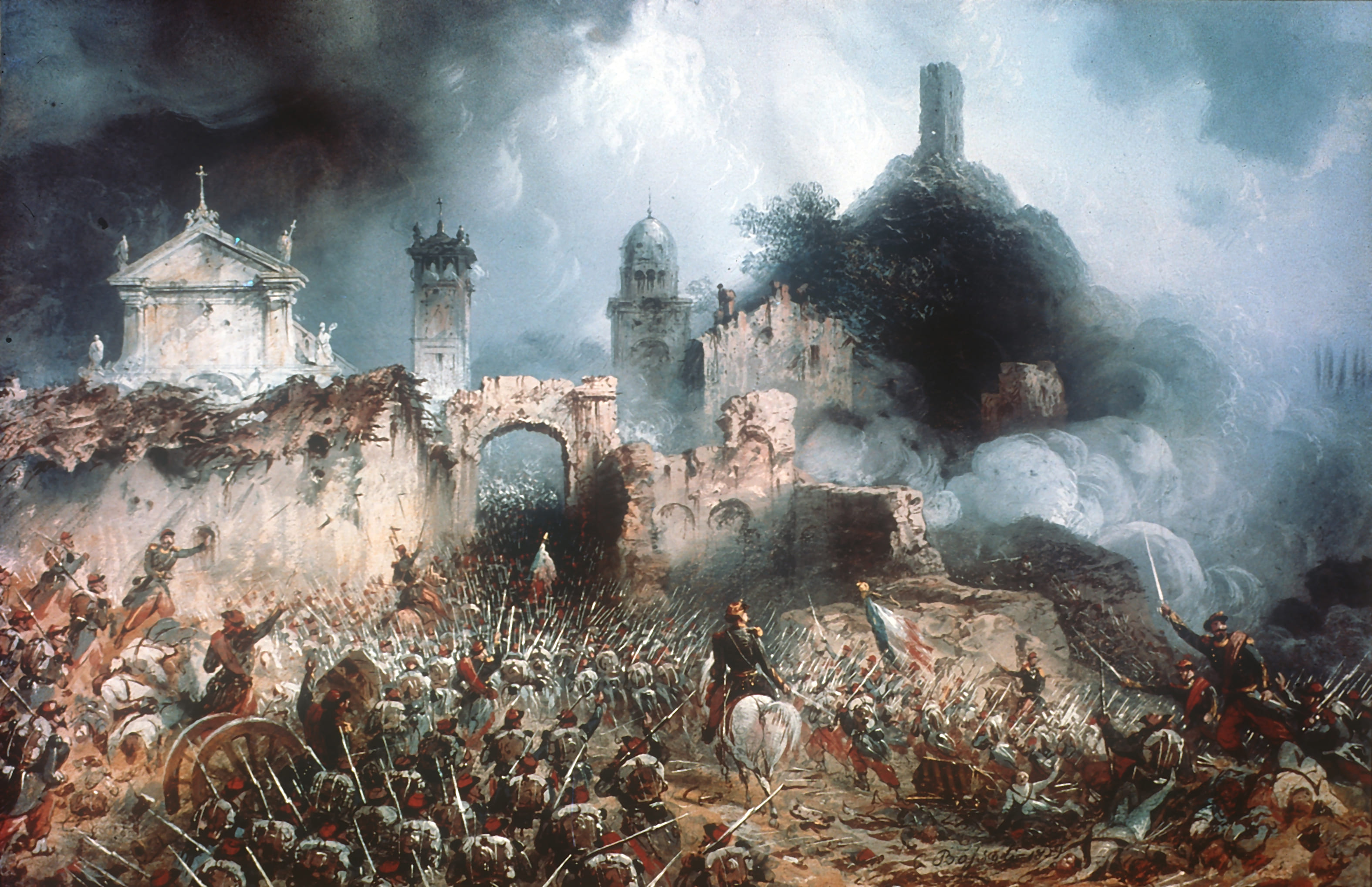
La battaglia di Solferino dipinta da Carlo Bossoli

| Anno                 | Data | Evento |
| -------------------- | --- | --- |
| 1850                 | 12 aprile | Papa Pio IX rientra a Roma, riprende il controllo della città e abroga la Costituzione concessa nel marzo del 1848. |
| 1850                 | 10 maggio | A Torino passa la legge per l'abolizione dell'immunità ecclesiastica. Violente proteste dell'arcivescovo di Torino Luigi Fransoni lo portano prima a essere rinchiuso nelle prigioni del forte di Fenestrelle e poi a essere mandato in esilio a Lione. |
| 1850                 | 27 giugno | Giuseppe Garibaldi parte per New York a bordo del Waterloo, giungendovi in 33 giorni di viaggio. |
| 1850                 | 22 agosto | Venezia torna sotto l'Impero austriaco che ha spento le ribellioni nelle Tre Venezie e in altri Stati del Nord Italia, in corso dal 1848. |
| 1850                 | 11 settembre | Il Conte Camillo Benso di Cavour entra nel Governo D'Azeglio I come Ministro dell'agricoltura e del commercio, durante la IV Legislatura del Regno di Sardegna. |
| 1851                 | 9 novembre | A Belfiore, fuori Mantova, il sacerdote Giovanni Grioli venne fucilato con l'accusa di aver incitato alla diserzione i soldati dell'esercito imperiale austriaco. |
| 1852                 | 4 gennaio | Nel parlamento subalpino il centro-sinistra si allea con il centro-destra del conte di Cavour con la formula del Connubio. Conseguentemente, l'11 maggio 1852 Urbano Rattazzi venne eletto Presidente della Camera dei deputati, restando in carica fino all'ottobre 1853. |
| 1852                 | 1o aprile | Leopoldo II di Toscana torna al potere e abolisce la costituzione che aveva concesso nel 1848. |
| 1852                 | 4 novembre | Cavour viene eletto Primo ministro del Regno di Sardegna. |
| 1852                 | 7 dicembre | Il feldmaresciallo Josef Radetzky condanna all'esecuzione nei pressi di Mantova i Martiri di Belfiore, inasprendo il rapporto fra i nazionalisti italiani e l'esercito di occupazione austriaco. |
| 1853                 | 6 febbraio | A Milano un migliaio di uomini, tra artigiani e operai, armati solo di coltelli e pugnali, alle ore 16:45 dà l'assalto ai posti di guardia e alle caserme austriache in cerca dell'indipendenza, promuovendo l'ideale socialista. L'Austria mette sotto sequestro i beni degli italiani lì residenti.                                                                          |
| 1853                 | marzo | A Genova viene fondato il Partito d'Azione su iniziativa di Giuseppe Mazzini. |
| 1854                 | 26 marzo | Il duca Carlo III viene assassinato a Parma. Gli succede il figlio Roberto I di solo 6 anni. |
| 1854                 | 27 marzo | Il Regno Unito dichiara guerra all'Impero russo e dà inizio alla guerra di Crimea. |
| 1854                 | maggio | Garibaldi ritorna in Italia, stabilendosi in un possedimento all'isola di Caprera. |
| 1855                 | 16 gennaio | Per idea del suo primo ministro Cavour, il Regno di Sardegna scende in campo nella guerra di Crimea a fianco dell'alleanza anglo-austro-francese contro la Russia. |
| 1855                 | 16 agosto | Il Regno di Sardegna invia un Corpo di Spedizione di 18.000 soldati, capeggiati dal generale Alfonso La Marmora, in Crimea, dove partecipa alla battaglia della Cernaia. |
| 1855                 | 26 luglio | In seguito alla Crisi Calabiana, Papa Pio IX scomunica Vittorio Emanuele II, Cavour e tutti i membri del parlamento sabaudo. |
| 1856                 | 25 febbraio | Cavour partecipa al Congresso di Parigi al termine della guerra di Crimea. |
| 1856                 | 16 aprile | Cavour espone la sua posizione sull'unificazione e richiede un intervento estero. |
| 1857                 | 26 giugno | Carlo Pisacane sbarca a Ponza, isola penitenziaria, libera trecento reclusi e poi sbarca presso Sapri, al confine tra Campania e Basilicata. Qui dei contadini pensano di trovarsi di fronte a dei briganti e avvertono le truppe borboniche, che feriscono Pisacane e fanno prigionieri i suoi compagni. Pisacane si suicida per non farsi catturare dalle truppe borboniche. |
| 1857                 | 1o agosto | Il repubblicano Daniele Manin fonda la Società nazionale italiana con l'obiettivo dell'unificazione e dell'azione popolare, ribadendo il principio dell'indipendenza italiana, mezzo identificato per raggiungere questi obiettivi tramite l'appoggio a casa Savoia. |
| 1857                 | luglio | Cavour, allora Presidente del Consiglio e Ministro della Marina, si occupa di reperire i fondi necessari e affida a Domenico Chiodo, Ufficiale del Genio militare, la cura della costruzione dell'Arsenale Militare Marittimo del Regno di Sardegna. |
| 1858                 | 14 gennaio | Felice Orsini, con altri congiurati, fallisce l'attentato all'imperatore Napoleone III provocando una carneficina. In una sua lettera dalla prigione all'imperatore pubblicata sui giornali, invece di chiedere la grazia per sé, prega l'imperatore di liberare l'Italia. |
| 1858                 | 21 luglio | Cavour incontra Napoleone III a Plombières prendendo degli accordi segreti che porteranno alla guerra contro l'Austria, con vantaggi territoriali per il Piemonte e la Francia. |
| 1858                 | estate | Patrioti italiani volontari iniziano ad arrivare in Piemonte. |
| 1859                 | | |
| 18 gennaio           | Il principe Napoleone si reca a Torino per stipulare con il Conte di Cavour il trattato segreto di alleanza tra la Francia e il Regno di Sardegna, che impegna la Francia a intervenire qualora l'Austria dichiarasse guerra al Piemonte. Inizia così il trattato segreto di alleanza tra la Francia e la Sardegna. | |
| 18 marzo             | La Russia propone una conferenza per risolvere la questione italiana. | |
| 23 aprile            | L'Austria invia un ultimatum al Piemonte nel quale chiede lo scioglimento dei Cacciatori delle Alpi e la cessazione delle manovre militari sul confine. L'ultimatum viene respinto. | |
| 26 aprile- 12 luglio | La Seconda guerra d'indipendenza italiana vede confrontarsi l'esercito franco-piemontese e quello dell'Impero austriaco. \| Data \| Evento \| \| ------------ \| ------------------------------------------------------------------------------------------------------------------------------------------------------------------------------ \| \| 29 aprile \| L'esercito austriaco di Gyulai attraversa il Ticino nei pressi di Pavia e invade il territorio piemontese. \| \| 3 maggio \| La Francia dichiara guerra all'Austria. \| \| 20 maggio \| Successo franco-sabaudo presso Montebello \| \| 22 maggio \| Ferdinando II delle Due Sicilie muore, al trono sale suo figlio Francesco II. \| \| 29-30 maggio \| L'esercito sabaudo avanza spingendo alla ritirata l'esercito austriaco presso Vinzaglio, Casalino e Confienza. \| \| 31 maggio \| Il Feldmaresciallo Fredrick Zobel ordina di attaccare presso Palestro con due delle proprie divisioni di fanteria. Vittoria piemontese. \| \| 4 giugno \| Battaglia di Magenta, vittoria franco-sabauda. \| \| 8 giugno \| Milano viene abbandonata dagli austriaci; ingresso trionfale di Napoleone III e Vittorio Emanuele II. \| \| 11 giugno \| Il Duca di Modena Francesco V deve rifugiarsi a Mantova. La duchessa di Parma abdica in favore del figlio ma chiede un governo provvisorio per la connessione con il Piemonte. \| \| 24 giugno \| Vittoria decisiva Franco-Sabauda a Solferino sugli austriaci. Insurrezione nelle Legazioni romagnole che gli austriaci hanno evacuato. \| \| 11 luglio \| Napoleone III e Francesco Giuseppe d'Austria firmano l'Armistizio di Villafranca, ponendo le premesse per la fine della seconda guerra d'indipendenza. \| \| 12 luglio \| Non consultato in merito l'armistizio di Villafranca, Cavour si dimette. \| La sua conclusione permetterà il ricongiungimento della Lombardia al Regno di Sardegna e porrà le basi per la costituzione del Regno d'Italia. | |
| 12 giugno            | Fine del potere temporale della Chiesa a Bologna: anche l'ultimo Cardinal Legato Giuseppe Milesi Pironi Ferretti viene obbligato ad abbandonare la città. | |
| 14 luglio            | Cavour invia a Bologna Massimo d'Azeglio in qualità di regio commissario accompagnato da un corpo di spedizione di circa 10.000 uomini. | |
| 10 novembre          | Con la Pace di Zurigo si conclude la seconda guerra d'indipendenza italiana. I termini del trattato vedono la cessione della Lombardia dagli Asburgo alla Francia, che la cede ai Savoia, mentre l'Austria conserva il Veneto e le fortezze di Mantova e Peschiera. I sovrani di Modena, Parma e Toscana verranno reintegrati nei loro Stati, così come i governanti papalini a Bologna. Tutti gli stati italiani, incluso il Veneto ancora austriaco, si uniranno in una confederazione italiana, presieduta dal papa. | |
| 22 dicembre          | In un opuscolo dal titolo Il Papa e il Congresso, Napoleone III consiglia al papa di rinunciare alla maggior parte dei suoi territori, sostenendo: Più il territorio sarà piccolo, più grande ne sarà il sovrano!. Seguendo questo implicito sostegno alla propria politica, Cavour annette al Piemonte prima la Toscana, poi i ducati e le legazioni della Romagna; annessioni che verranno poi ratificate da plebisciti in tutte le regioni. Di fatto, le condizioni di pace firmate solo un mese prima a Zurigo vengono così disattese. | |
| Data                 | Evento | |
| 29 aprile            | L'esercito austriaco di Gyulai attraversa il Ticino nei pressi di Pavia e invade il territorio piemontese. | |
| 3 maggio             | La Francia dichiara guerra all'Austria. | |
| 20 maggio            | Successo franco-sabaudo presso Montebello | |
| 22 maggio            | Ferdinando II delle Due Sicilie muore, al trono sale suo figlio Francesco II. | |
| 29-30 maggio         | L'esercito sabaudo avanza spingendo alla ritirata l'esercito austriaco presso Vinzaglio, Casalino e Confienza. | |
| 31 maggio            | Il Feldmaresciallo Fredrick Zobel ordina di attaccare presso Palestro con due delle proprie divisioni di fanteria. Vittoria piemontese. | |
| 4 giugno             | Battaglia di Magenta, vittoria franco-sabauda. | |
| 8 giugno             | Milano viene abbandonata dagli austriaci; ingresso trionfale di Napoleone III e Vittorio Emanuele II. | |
| 11 giugno            | Il Duca di Modena Francesco V deve rifugiarsi a Mantova. La duchessa di Parma abdica in favore del figlio ma chiede un governo provvisorio per la connessione con il Piemonte. | |
| 24 giugno            | Vittoria decisiva Franco-Sabauda a Solferino sugli austriaci. Insurrezione nelle Legazioni romagnole che gli austriaci hanno evacuato. | |
| 11 luglio            | Napoleone III e Francesco Giuseppe d'Austria firmano l'Armistizio di Villafranca, ponendo le premesse per la fine della seconda guerra d'indipendenza. | |
| 12 luglio            | Non consultato in merito l'armistizio di Villafranca, Cavour si dimette. | |

## Anni 1860

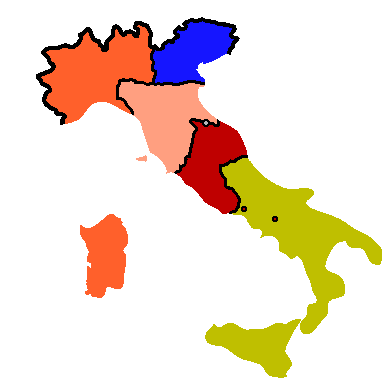
L'Italia nel 1860:
- Regno di Sardegna (arancione)
- Il nordest sotto dominazione asburgica (blu)
- Regno delle Due Sicilie (giallo)
- Stato Pontificio (rosso)

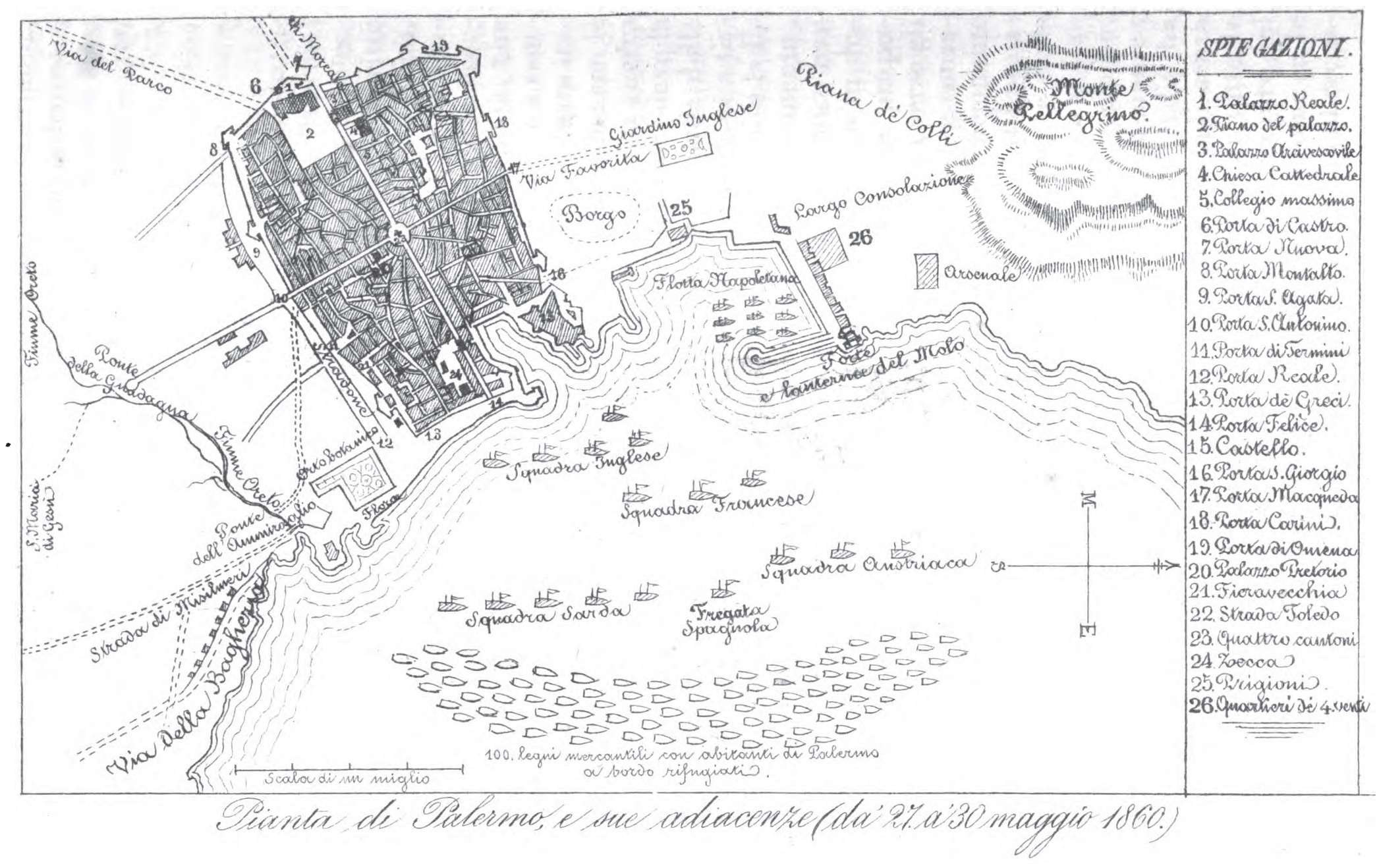
Mappa di Palermo relativa ai giorni dell'insurrezione

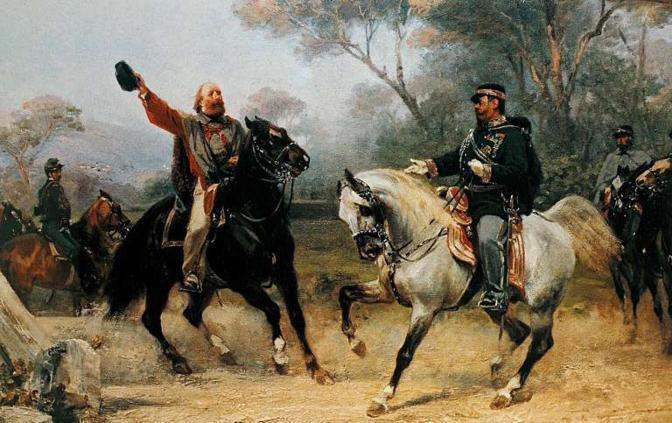
Garibaldi incontra Vittorio Emanuele II a Teano e gli affida i territori delle Due Sicilie

Il 2 € commemorativo dei 200 anni dalla nascita di Cavour

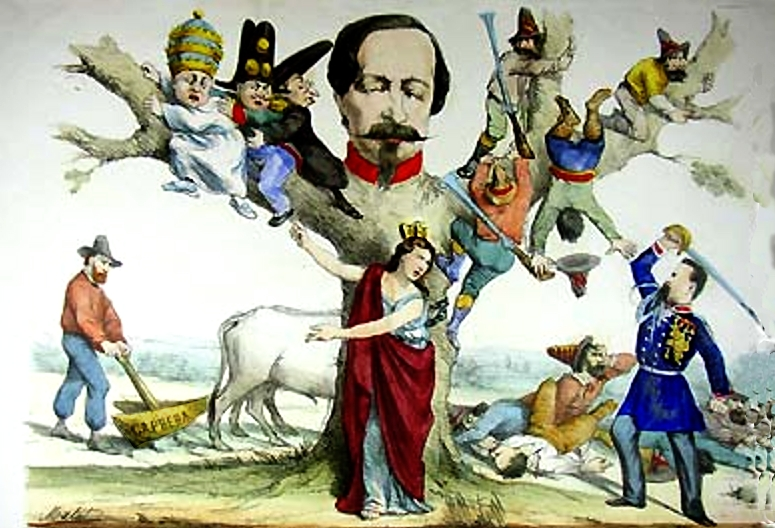
Allegoria della situazione post-unitaria: l'Italia indica a Cialdini i suoi nemici attorno a Napoleone III (l'albero): briganti, nobili borbonici, il clero e il Papa; sullo sfondo Garibaldi ara un campo

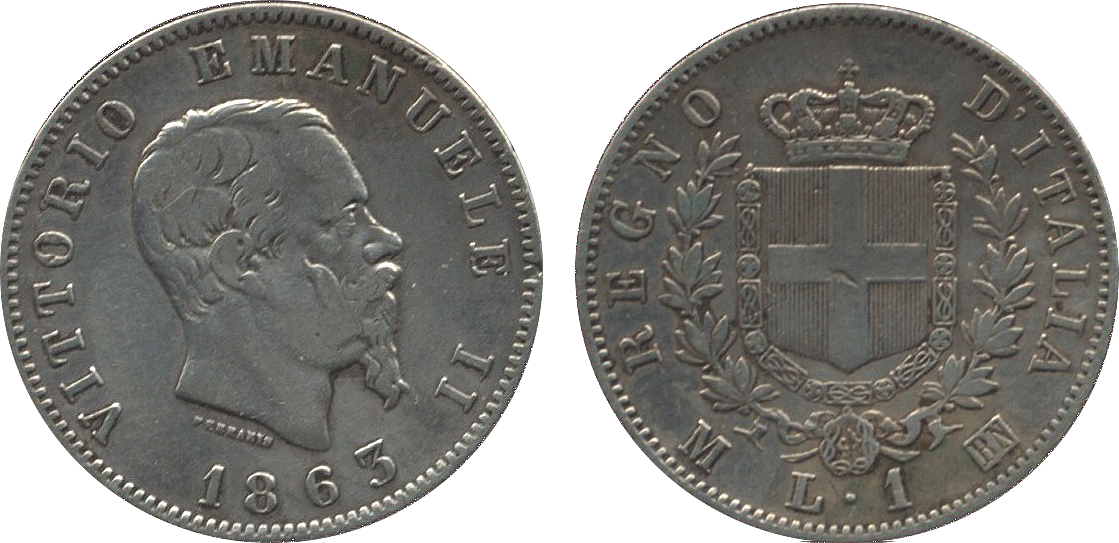
Una lira del Regno d'Italia del 1863

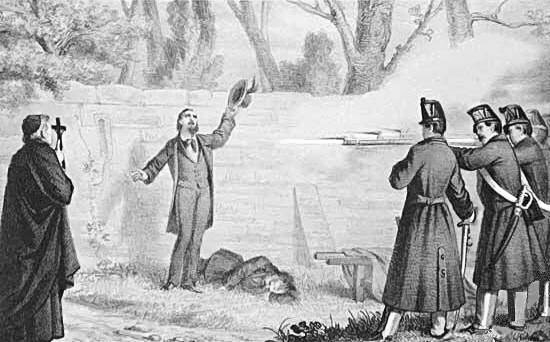
La fucilazione dei fratelli Bandiera al vallone di Rovito dopo essere stati catturati e condannati dai borbonici. Solo a pochi Ferdinando II concesse la grazia.

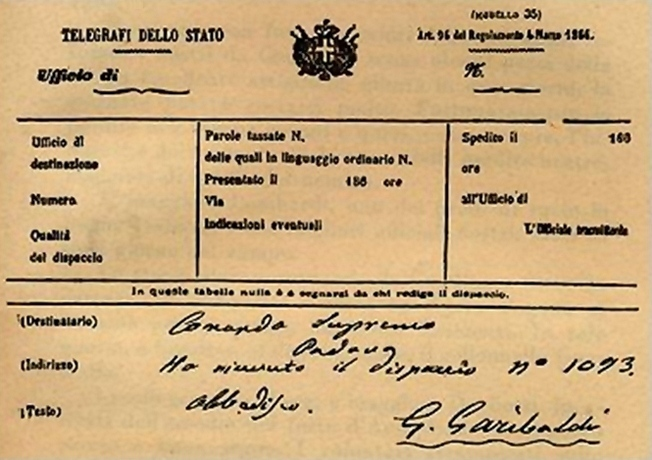
Il telegramma Obbedisco di Garibaldi

La Corona ferrea, Museo e tesoro del duomo di Monza

| Anno      | Data | Evento |
| --------- | --- | --- |
| 1860      | 16 gennaio | Vittorio Emanuele richiama al governo il conte di Cavour. Il governo che nasce in quei giorni sarà l'ultimo del Regno di Sardegna prima della proclamazione del Regno d'Italia. |
| 1860      | 19 gennaio | Tramite l'enciclica Nullis Certe Verbis, Papa Pio IX risponde negativamente all'opuscolo di Napoleone III che aveva suggerito di rinunciare al possesso delle province ribelli. |
| 1860      | 1o marzo | Napoleone III fa ufficialmente domanda di risarcimento (il Ducato di Savoia e Nizza). |
| 1860      | 11-13 marzo | Una serie di plebisciti del popolo di Parma, Modena, Toscana e Legazioni romagnole sancisce la loro volontà di annessione al Regno di Sardegna. |
| 1860      | 24 marzo | Con il Trattato di Torino viene sancita l'annessione della Contea di Nizza e della Savoia alla Francia, facendo seguito agli accordi di Plombières. |
| 1860      | 4 aprile | Francesco II sopprime un'insurrezione guidata da Francesco Riso nei pressi di Palermo. |
| 1860      | 15-22 aprile | Nizza e Savoia votano a favore dell'annessione alla Francia. |
| 1860      | 5 maggio | Inizia la Spedizione dei Mille, preparata da Francesco Crispi e Nino Bixio e guidata da Garibaldi. Da Quarto salpano due piroscafi con a bordo circa 1088 uomini (il Piemonte e il Lombardo), apparentemente rubati alla Società di Navigazione Rubattino. |
| 1860      | 11 maggio | I Mille di Garibaldi sbarcano a Marsala in Sicilia. |
| 1860      | 14 maggio | A Salemi Giuseppe Garibaldi dichiara di assumere la dittatura della Sicilia in nome di Vittorio Emanuele. |
| 1860      | 15 maggio | A Calatafimi viene combattuta la prima battaglia dei mille contro 3000 militari borbonici in località Pianto Romano. |
| 1860      | 27 maggio | I mille conquistano Palermo. |
| 1860      | 1o giugno | Napoleone III consiglia a Francesco II di concedere una costituzione e allearsi con il Regno di Sardegna. |
| 1860      | 2 giugno | Garibaldi costituisce a Palermo il governo dittatoriale. |
| 1860      | 25 giugno | Si costituisce a Napoli un governo costituzionale del Regno delle Due Sicilie presieduto da Antonio Spinelli di Scalea. |
| 1860      | 5 luglio | Viene approvato da Garibaldi l'organico della Marina militare siciliana, posta sotto il comando del capitano di vascello Salvatore Castiglia. |
| 1860      | 17-24 luglio | Nei pressi di Messina, i Mille di Giuseppe Garibaldi, unitamente a nuovi combattenti che danno corpo all'esercito meridionale, affrontano e sconfiggono i borbonici nella battaglia di Milazzo. |
| 1860      | 22 luglio | Garibaldi nomina Agostino Depretis prodittatore della Sicilia. |
| 1860      | 18 agosto | A Potenza il moto insurrezionale lucano dichiara decaduto Francesco II e proclama l'Unità d'Italia, rendendo la Basilicata la prima provincia continentale del regno borbonico a riconoscersi parte del nascente stato italiano. |
| 1860      | 19 agosto | Garibaldi passa lo stretto di Messina e sbarca in Italia continentale. |
| 1860      | 21 agosto | In Piazza Duomo a Reggio Calabria i Garibaldini sconfiggono l'esercito borbonico. Ad Altamura il movimento insurrezionale barese dichiara decaduto Francesco II e dichiara l'Unità d'Italia. |
| 1860      | 30 agosto | Un forte contingente dell'esercito borbonico, guidato dal generale Ghio, si arrende senza combattere a Soveria Mannelli, in Calabria. |
| 1860      | 2 settembre | Garibaldi entra in Basilicata, giungendo a Rotonda, senza incontrare difficoltà. Ai mille si uniscono gli uomini della "Brigata Lucana", che li seguiranno fino a Napoli. |
| 1860      | 7 settembre | I mille conquistano Napoli, e Garibaldi, praticamente senza scorta, vi entra accolto da liberatore dopo che il giorno prima Francesco II si era rifugiato a Gaeta. |
| 1860      | 11 settembre | L'esercito sardo entra nello Stato Pontificio per sbarrare il passo a Garibaldi e al suo esercito. |
| 1860      | 18 settembre | Nella battaglia di Castelfidardo le truppe piemontesi condotte dai Generali Enrico Cialdini e Manfredo Fanti sconfiggono quelle pontificie condotte dal generale Lamoricière: queste ultime si rifugiano ad Ancona che viene assediata anche dal mare per opera della flotta piemontese dell'ammiraglio Carlo Pellion di Persano. |
| 1860      | 29 settembre | Dopo l'assedio di Ancona capitolano le truppe pontificie rifugiatesi nella città in seguito alla battaglia di Castelfidardo: lo Stato Pontificio perde le Marche e l'Umbria. |
| 1860      | 1o ottobre | Nella valle del Volturno, i 24.000 garibaldini sconfiggono definitivamente l'esercito delle Due Sicilie, forti di circa 50 000 uomini. |
| 1860      | 21 ottobre | Gli abitanti del napoletano e della Sicilia votano a favore dell'annessione al Regno di Sardegna. |
| 1860      | 26 ottobre | A Teano, Garibaldi accoglie Vittorio Emanuele II re d'Italia. |
| 1860      | 4-5 novembre | Gli abitanti di Umbria e Marche votano a favore dell'annessione al Regno di Sardegna. |
| 1860      | 9 novembre | Non avendo ottenuto dal re un anno di governo nell'Italia meridionale, Garibaldi parte per l'isola di Caprera con un sacco di sementi e un rotolo di merluzzo salato. |
| 1860      | 2 dicembre | Vittorio Emanuele II a Palermo nomina Massimo Cordero di Montezemolo Luogotenente generale della Sicilia. |
| 1860      | 5 dicembre | Inizia l'assedio di Gaeta condotto dal generale Enrico Cialdini, dove i resti dell'esercito borbonico sono bloccati. |
| 1861      | 21 gennaio | Si svolgono le elezioni dei deputati del primo Parlamento nazionale italiano. |
| 1861      | 13 febbraio | Gaeta: firmata la capitolazione della fortezza. |
| 1861      | 18 febbraio | Il primo Parlamento italiano, che rappresenta tutta l'Italia (tranne Veneto, Trentino, Friuli, Venezia Giulia e Lazio), si riunisce a Torino presso Palazzo Carignano. |
| 1861      | 17 marzo | Apertura dei lavori del neonato Parlamento italiano. Vittorio Emanuele II di Savoia assume il titolo di re d'Italia e dichiara l'unità d'Italia. |
| 1861      | 27 marzo | Su iniziativa del Cavour, il Parlamento italiano esprime le profonde ragioni storiche che motivavano la necessità che Roma fosse restituita all'Italia e che venisse proclamata sua la capitale. |
| 1861      | 10 aprile | Nelle elezioni dei propri rappresentanti da inviare a Vienna, i deputati della Dieta Provinciale dell'Istria, d'accordo con il Comitato di patrioti esuli in Italia, scrivono nel biglietto della votazione la parola Nessuno, dando così un'evidente prova d'italianità. |
| 1861      | 20 maggio | L'Impero francese riconosce ufficialmente il nuovo Regno d'Italia. |
| 1861      | 6 giugno | Cavour muore, in seguito a un malore, nel palazzo di famiglia. |
| 1861      | 12 giugno | Ricasoli succede a Cavour. Con la sua azione di governo viene imposta un'amministrazione centralizzata dominata dai piemontesi. |
| 1862      | 3 marzo | Urbano Rattazzi, capo della sinistra moderata, prende la guida del governo. Affrontando la questione romana, incoraggia Garibaldi ad attaccare ciò che resta dello Stato Pontificio. |
| 1862      | giugno | Frustrato dalla mancanza di azione del governo italiano contro lo Stato della Chiesa, Garibaldi salpa da Genova verso Palermo con l'obiettivo di raccogliere volontari per una spedizione romana. |
| 1862      | 3 agosto | Vittorio Emanuele II si oppone alla conquista di Roma. |
| 1862      | 25 agosto | Garibaldi sbarca a Melito di Porto Salvo e promette di marciare su Roma. |
| 1862      | 29 agosto | In quella che viene ricordata come giornata dell'Aspromonte, l'esercito regio ferma la marcia di Garibaldi su Roma: Garibaldi rimane ferito e viene trasportato al Varignano (La Spezia). |
| 1862      | 24 agosto | Entra in vigore la lira italiana. |
| 1863      | marzo | Inizia a Torino la costruzione della Mole Antonelliana, progettata dall'architetto Alessandro Antonelli, uno dei simboli d'Italia. |
| 1863      | 12 agosto | Sempre a Torino, Quintino Sella fonda il Club Alpino Italiano. |
| 1864      | 15 settembre | La Francia e l'Italia stipulano una convenzione con la quale il Regno d'Italia si impegna a non attaccare i territori della Santa Sede, mentre la Francia ritira le sue truppe dai territori papali |
| 1864      | 21-22 settembre | Strage di Torino: il Regio Esercito sopprime i tumulti popolari che protestavano il trasferimento della capitale da Torino a Firenze. |
| 1865      | 3 febbraio | In ottemperanza della clausola segreta della Convenzione di settembre, la capitale del Regno d'Italia viene spostata da Torino a Firenze, tramite la visita del re. |
| 1865      | 14 maggio | Viene celebrato il seicentesimo anniversario della nascita di Dante Alighieri con festeggiamenti in tutta la Nazione e inaugurandone un monumento celebrativo in piazza Santa Croce a Firenze, in coincidenza con il primo anno della stessa come capitale d'Italia. |
| 1865      | agosto | Il governo italiano contatta l'Austria e le offre 500 milioni di franchi in cambio di Venezia e del Veneto. |
| 1865      | 18 novembre | Il Parlamento italiano si insedia nel salone dei Cinquecento. |
| 1865      | 31 dicembre | Viene concluso un accordo commerciale fra il regno d'Italia e lo Zollverein prussiano. |
| 1866      | 16 giugno- 12 agosto | La Terza guerra d'indipendenza italiana vede scontrarsi l'impero austriaco e i suoi alleati tedeschi contro il Regno di Prussia e il Regno d'Italia. \| Data \| Evento \| \| --------- \| ------------------------------------------------------------------------------------------------------------------------------------------------------------------------------------------------------------------------------------------------- \| \| 20 giugno \| L'Italia si allea alla Prussia e dichiara guerra all'Austria, iniziando la Terza guerra d'indipendenza. \| \| 24 giugno \| Vittoria austriaca nella battaglia di Custoza. \| \| 25 giugno \| Vittoria italiana nella battaglia di Ponte Caffaro. \| \| 3 luglio \| Vittoria italiana nella battaglia di Monte Suello. \| \| 18 luglio \| Vittoria italiana nella battaglia di Pieve di Ledro. \| \| 20 luglio \| La flotta italiana è sconfitta il 20 luglio a Lissa dagli austriaci. \| \| 21 luglio \| Nella battaglia di Bezzecca i volontari di Giuseppe Garibaldi fermano il tentativo di sfondamento austriaco; Subito dopo lo scontro Garibaldi è fermato dal governo che s'oppone alla sua marcia su Trento, e pronuncia il celebre obbedisco[21]. \| \| 12 agosto \| Armistizio di Cormons tra Italia e Austria. \| |
| 1866      | 3 ottobre | Viene firmato il trattato di Vienna tra Regno d'Italia e Impero austriaco. Secondo i termini della pace, l'Italia ottiene Mantova e l'intera antica terraferma veneta (che comprende l'attuale Veneto e il Friuli occidentale). Rimangono in mano austriaca il Trentino, il Friuli orientale, la Venezia Giulia e la Dalmazia. In considerazione della pessima condotta italiana in guerra, gli austriaci ottengono di consegnare le province perdute alla Francia, che doneranno al Regno d'Italia. |
| 1866      | 21-22 ottobre | Tramite plebiscito, è sancita l'unione delle province venete (compreso il Friuli) e quella di Mantova al Regno d'Italia. |
| 1866      | 4 novembre | Gli Asburgo consegnano ai Savoia la Corona ferrea (simbolo della sovranità sull'Italia), già usata dai re longobardi, dagli imperatori del Sacro Romano Impero Germanico e dallo stesso Napoleone Bonaparte. La corona tornò così alla sua sede storica nel Duomo di Monza. |
| 1867      | 12 maggio | Fondazione della Società Geografica Italiana a Firenze, con Cristoforo Negri presidente, che funge da apripista per lo sviluppo coloniale italiano. |
| 1867      | ottobre | Con lo scopo di conquistare Roma, Giuseppe Garibaldi guida la campagna dell'Agro romano per la liberazione di Roma tra il Viterbese, Nerola, Montelibretti, Monte San Giovanni Campano, Monterotondo e Subiaco. |
| 1867      | 26 ottobre | Garibaldi e le sue camicie rosse vincono la battaglia di Monterotondo contro le truppe pontificie. |
| 1867      | 3 novembre | Durante la battaglia di Mentana le truppe franco-pontificie si scontrano e sconfiggono i volontari di Giuseppe Garibaldi diretti a Roma. |
| 1868      | 8 settembre | L'Italia sigla con la Tunisia un trattato per regolare il regime delle capitolazioni, della durata di 28 anni, garantendo alla Tunisia diritti, privilegi e immunità concesse da diversi Stati preunitari italiani. |
| 1869      | 8 dicembre | Apertura del Concilio Vaticano I. Pio IX sancisce i dogmi dell'infallibilità del magistero del papa in materia di fede e di morale e della as |
| Data      | Evento | |
| 20 giugno | L'Italia si allea alla Prussia e dichiara guerra all'Austria, iniziando la Terza guerra d'indipendenza. | |
| 24 giugno | Vittoria austriaca nella battaglia di Custoza. | |
| 25 giugno | Vittoria italiana nella battaglia di Ponte Caffaro. | |
| 3 luglio  | Vittoria italiana nella battaglia di Monte Suello. | |
| 18 luglio | Vittoria italiana nella battaglia di Pieve di Ledro. | |
| 20 luglio | La flotta italiana è sconfitta il 20 luglio a Lissa dagli austriaci. | |
| 21 luglio | Nella battaglia di Bezzecca i volontari di Giuseppe Garibaldi fermano il tentativo di sfondamento austriaco; Subito dopo lo scontro Garibaldi è fermato dal governo che s'oppone alla sua marcia su Trento, e pronuncia il celebre obbedisco. | |
| 12 agosto | Armistizio di Cormons tra Italia e Austria. | |

## Anni 1870

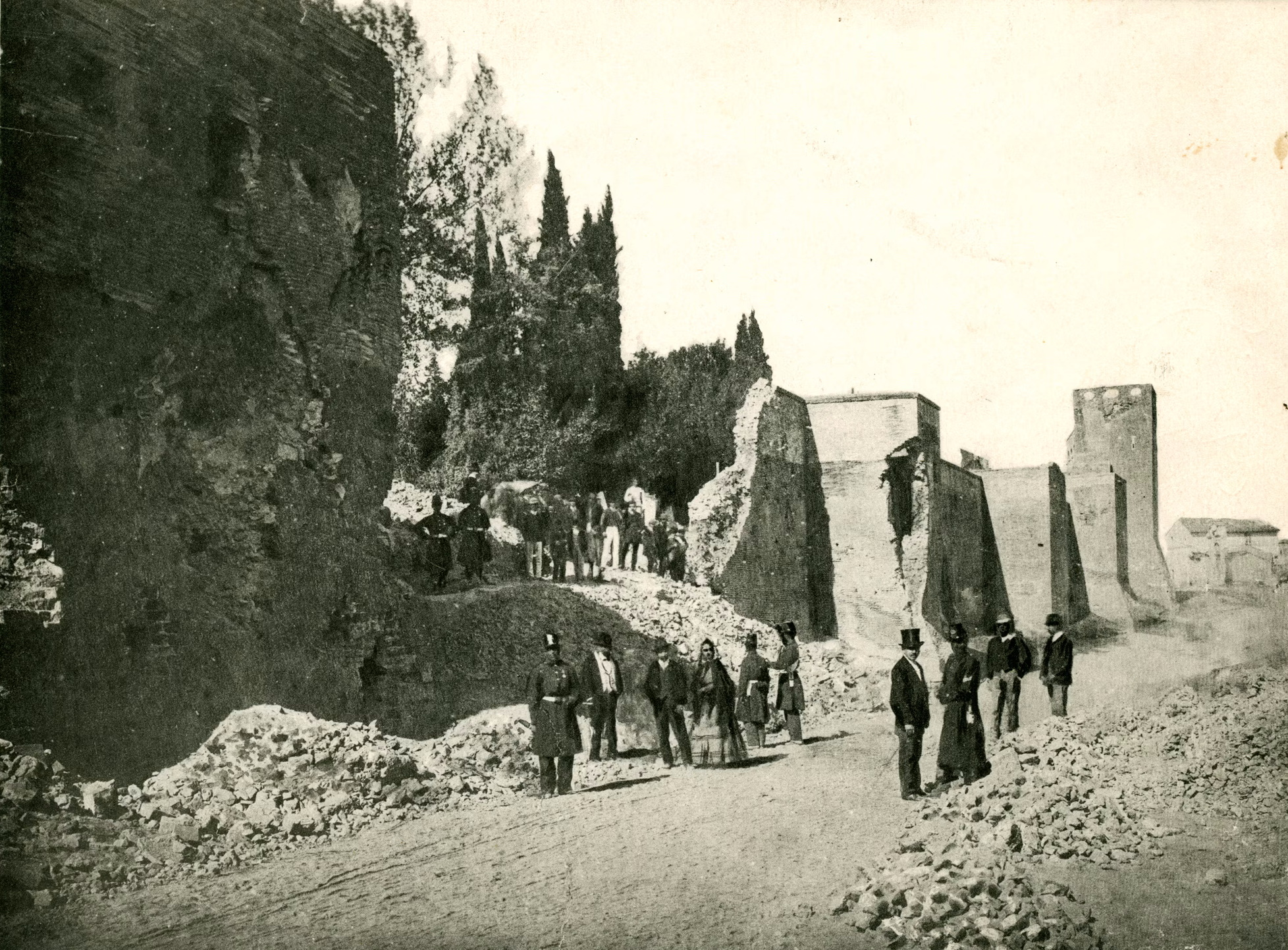
Le mura abbattute accanto a Porta Pia il 21 settembre 1870

| Anno | Data | Evento |
| ---- | --- | --- |
| 1870 | 19 luglio | Inizia la guerra franco-prussiana. Questo importante scontro delle potenze del nord dell'Europa distoglie l'attenzione delle truppe francesi e di Napoleone III da Roma e dalla difesa del potere temporale del papa. |
| 1870 | 1o settembre | Resa incondizionata della Francia nella battaglia di Sedan. Ritiro da Roma delle truppe francesi a protezione del pontefice. |
| 1870 | 4 settembre | Deposizione dell'imperatore Napoleone III: fine del Secondo Impero e proclamazione della Terza Repubblica francese. |
| 1870 | 20 settembre | Le truppe italiane guidate dal generale Cadorna, dopo uno scontro con l'esercito di Pio IX, entrano a Roma, tramite la breccia di Porta Pia. Il Papa si ritira in Vaticano. Il millenario Stato Pontificio cessa di esistere. |
| 1870 | 2 ottobre | Plebiscito a Roma e nel Lazio per l'annessione degli ultimi territori pontifici al Regno d'Italia: viene raggiunto il 98% dei "Sì". |
| 1870 | 20 ottobre | Sospensione del Concilio Vaticano I, in quanto si sarebbe dovuto svolgere "sotto dominio e potestà nemica". |
| 1870 | 1o novembre | In un'enciclica, papa Pio IX si dichiara ufficialmente "prigioniero" dello Stato italiano. |
| 1870 | 8 novembre | Il Governo Lanza prende ufficialmente possesso del Quirinale. |
| 1870 | Esce il primo volume di Storia della letteratura italiana di Francesco De Sanctis, la prima sintesi sistematica di tutta la letteratura italiana. | |
| 1871 | 3 febbraio | Roma è proclamata Capitale del Regno d'Italia. |
| 1871 | 8-10 febbraio | Si consumano i Vespri Nizzardi, sollevazione popolare antifrancese a favore dell'annessione di Nizza al Regno d'Italia. |
| 1871 | 13 maggio | Il parlamento italiano approva la Legge delle Guarentigie, la quale stabilisce precise garanzie per il papa e la Santa Sede. |
| 1871 | 15 maggio | Papa Pio IX respinge la Legge delle Guarentigie con l'enciclica Ubi Nos. |
| 1871 | 2 luglio | Vittorio Emanuele II entra trionfalmente a Roma. |
| 1871 | Esce il secondo e ultimo volume di Storia della letteratura italiana.                                                                             | |
| 1872 | 6 febbraio- 10 marzo | All'aggravarsi delle sue condizioni di salute, Giuseppe Mazzini rientra in Italia sotto falso nome e muore a Pisa, nella Domus Mazziniana. |
| 1874 | | Papa Pio IX pronuncia il Non expedit, al fine di escludere i Cattolici dalla vita politica italiana. |
| 1876 | | Esce Il Bel Paese dell'abate e patriota Antonio Stoppani che descrive ai suoi lettori gli aspetti fisici e umani semisconosciuti della penisola. |
| 1878 | 9 gennaio | Vittorio Emanuele II, ultimo re di Sardegna e primo re d'Italia, muore a soli 57 anni, assistito dai figli. Il primogenito Umberto gli succede con il nome di Umberto I, proclamando alla Nazione: Il vostro primo re è morto; il successore vi proverà che le istituzioni non muoiono! |
| 1878 | 17 gennaio | Si tengono i funerali del re. Umberto I accoglie una petizione del Municipio di Roma di inumare la salma nel Pantheon romano, diventando quest'ultimo simbolicamente il mausoleo della famiglia reale e che ancora oggi accoglie le spoglie dei primi due sovrani d'Italia. |
| 1878 | 7 febbraio | Muore papa Pio IX, le sue ultime parole furono: "proteggete la Chiesa che ho tanto amato". |
| 1878 | 20 febbraio | Viene eletto papa il cardinale camerlengo Vincenzo Gioacchino Pecci, il quale assume il nome di Leone XIII. |
| 1878 | 3 marzo | Stipula del trattato di Pace di Santo Stefano che mette fine alla guerra russo-turca, vinta dalla Russia e stabilisce la destinazione dei territori turchi in Europa. |
| 1878 | 13 giugno- 13 luglio | Si svolge il Congresso di Berlino per rettificare la Pace di Santo Stefano, a cui partecipano tutte le grandi potenze d'Europa, tra cui l'Italia che sperava, con l'occupazione della Bosnia da parte dell'Austria, di ricevere il Trentino, ma le speranze vennero disattese e la proposta di possedimenti minori in nordafrica caddero nel vuoto. Le decisioni prese costituirono il Trattato di Berlino. La conseguente mancanza di stabilità nei Balcani fu una delle cause dello scoppio del primo conflitto mondiale. |
| 1878 | 17 novembre | A Napoli, l'anarchico Giovanni Passannante tenta di uccidere con un coltellino re Umberto I di Savoia al grido "Viva Orsini, viva la repubblica universale". Sarà catturato e condannato a morte, che il re commutò in ergastolo. |
| 1879 | | Pubblicazione ad opera di Luigi Capuana del primo romanzo verista italiano, Giacinta. |

## Anni 1880
| Anno | Data | Evento |
| ---- | --- | --- |
| 1881 | 24 aprile- 29 maggio | La Francia occupa la Tunisia e in Italia si parla di schiaffo di Tunisi, essendo anch'essa interessata alla creazione di un protettorato tunisino. L'episodio diede un'ulteriore conferma dell'isolamento politico dell'Italia. Gli eventi spinsero ad un riavvicinamento con la Germania e l'Austria-Ungheria ed all'inimicazione della Francia: questa linea di politica estera verrà continuata dai successivi governi Crispi.                  |
| 1881 | 29 maggio | Il Presidente del Consiglio dei ministri Benedetto Cairoli rassegnerà le dimissioni a causa dell'intervento francese in Tunisia. |
| 1881 | 7 luglio | Nasce Pinocchio di Carlo Collodi, un romanzo di formazione per ragazzi, con il titolo La storia di un burattino, pubblicato a puntate sul Giornale dei Bambini. |
| 1882 | 20 gennaio | Il Parlamento vara una riforma elettorale: l'età degli elettori passa da 25 a 21 anni, venne abbassata la somma di denaro necessaria (da 40 a 19,80 lire) e consentiva di esprimere la propria preferenza anche con la sola seconda elementare. In conseguenza di ciò, ottengono il diritto di voto 2 017 829 italiani (in precedenza erano 621 896).                                                                                              |
| 1882 | 20 maggio | Il Trattato della Triplice Alleanza viene firmato a Vienna da Italia, Impero austro-ungarico e Germania, un patto militare difensivo che durerà fino al 1915. |
| 1882 | 2 giugno | Giuseppe Garibaldi muore nel suo ritiro di Caprera, in Sardegna, dopo esservici stabilito il 25 settembre 1849. Le sue ultime parole furono: "Muoio con il dolore di non vedere redente Trento e Trieste". |
| 1882 | 20 dicembre | Guglielmo Oberdan viene impiccato a Trieste, dopo la fallita preparazione di un attentato all'imperatore Francesco Giuseppe. È considerato il primo martire dell'irredentismo. La cella in cui fu detenuto diventerà parte del Museo del Risorgimento e sacrario di Oberdan. |
| 1883 | febbraio | Carlo Collodi pubblica le Avventure di Pinocchio, rielaborando ed espandendo il testo originario. |
| 1883 | 29 luglio | Nasce Benito Amilcare Andrea Mussolini a Dovia di Predappio. |
| 1884 | 15 novembre | Bismarck apre la Conferenza dell'Africa Occidentale a Berlino, dove le potenze europee provarono a confrontare e regolare le loro politiche coloniali in Africa, a cui anche l'Italia ottiene di partecipare come osservatore. |
| 1885 | 15 febbraio | Terminano i lavori della Conferenza di Berlino. La Conferenza si limitò a sancire regole commerciali, umanitarie e di colonizzazione della costa africana. È L’inizio della “corsa per l’Africa”. |
| 1885 | A Fiume viene fondato il quotidiano La Voce del popolo, organo di stampa degli autonomisti locali. | |
| 1886 | 18 ottobre | Edmondo De Amicis pubblica Cuore, un romanzo rivolto ai giovani e scritto per inculcar loro le "virtù civili" e mantenere vivo il ricordo degli eventi risorgimentali. |
| 1887 | 12 febbraio | Accordo anglo-italiano per preservare lo status quo nel Mediterraneo, sottoscritto successivamente dall'Austria-Ungheria (24 marzo) e dalla Spagna (4 maggio). |
| 1887 | 20 febbraio | Viene rinnovato il trattato della Triplice alleanza fra Italia, Germania ed Austria-Ungheria. |
| 1887 | 1° luglio | Francesco Crispi diventa presidente del Consiglio. |
| 1887 | 12 dicembre | Sottoscritto da Regno Unito, Austria e Italia un secondo accordo sul Mediterraneo in cui si afferma l'inviolabilità della Turchia e l'assetto territoriale della Bulgaria. |
| 1888 | 1o febbraio | Viene firmata segretamente a Berlino una convenzione militare tra Italia e Germania, che prevede l'invio di truppe italiane sul Reno in caso di aggressione della Francia nei confronti dei tedeschi. |
| 1888 | 20 giugno | Promulgazione dell'enciclica Libertas da parte di Leone XIII, in cui si afferma l'impossibilità della separazione tra Chiesa e Stato. |
| 1889 | 18 marzo | Si forma la prima organizzazione dei Fasci siciliani dei lavoratori a Messina, un movimento di massa di ispirazione libertaria, democratica e socialista spontaneista. |
| 1889 | 10 aprile | Viene inaugurata la Mole Antonelliana, che diventa l'edificio in muratura più alto al mondo fino a quel momento. |
| 1889 | 2 maggio | Viene stipulato il trattato di Uccialli fra il Regno d'Italia e l'Impero d'Etiopia nell'accampamento del negus Menelik II, imperatore d'Etiopia, a Uccialli. Il trattato è volto a regolare i rapporti politici ed economici reciproci tra i due Stati, tra cui il riconoscimento della colonia eritrea italiana da parte del sovrano etiope. Le interpretazioni contrastanti del trattato da parte dei due Stati porterà alla guerra d'Abissinia. |
| 1889 | 9 giugno | Si inaugura a Roma, in Campo de' Fiori, il monumento a Giordano Bruno, opera di Ettore Ferrari. Il monumento viene criticato dalla Chiesa, diventando simbolo del libero pensiero. |
| 1889 | 30 giugno | Viene approvato all'unanimità delle due Camere l'innovativo codice penale Zanardelli. |
| 1889 | Gabriele d'Annunzio pubblica Il Piacere, introducendo nella cultura italiana la tendenza decadente e l'estetismo. | |
| 1889 | Il pizzaiolo Raffaele Esposito dedica alla regina Margherita di Savoia la "pizza Margherita" che rappresenta il nuovo vessillo tricolore con il bianco della mozzarella, il rosso del pomodoro ed il verde del basilico. | |

## Anni 1890
| Anno      | Data | Evento |
| --------- | --- | --- |
| 1890      | 1o gen | Entra in vigore il codice Zanardelli, di impronta liberale: abolisce la pena di morte e introduce la libertà di sciopero, la libertà condizionale e il principio rieducativo della pena. |
| 1890      | 1o gen | Nasce la colonia italiana dell'Eritrea. Suo primo governatore fu il generale Baldassarre Orero. |
| 1890      | aprile-maggio | Avvengono le prime celebrazioni in Italia della Festa dei lavoratori il primo maggio. |
| 1891      | 15 maggio | Papa Leone XIII promulga l'enciclica Rerum novarum, con la quale per la prima volta la Chiesa cattolica prende posizione sulle questioni sociali, fondando la moderna dottrina sociale della Chiesa. |
| 1891      | 28 dicembre | Viene data alle stampe la prima edizione del Corriere del Ticino, il principale quotidiano svizzero di lingua italiana. |
| 1891      | A Milano si forma la prima Camera del lavoro. | |
| 1891      | Pellegrino Artusi pubblica La scienza in cucina e l'arte di mangiar bene, ancor oggi ristampato, riuscendo a "creare un codice di identificazione nazionale là dove fallirono gli stilemi e i fonemi manzoniani". | |
| 1892      | 14 agosto | Viene fondato a Genova il Partito dei Lavoratori Italiani, dal 1895 denominato Partito Socialista Italiano. |
| 1892      | Il sultano di Zanzibar cede Mogadiscio al Regno d'Italia. | |
| 1893      | 20 gennaio | Fasci siciliani: Il 20 gennaio 1893, a Caltavuturo, vicino a Palermo, cinquecento contadini, di ritorno da un'occupazione simbolica di alcune terre del demanio, furono dispersi da soldati e carabinieri armati di fucile che uccisero tredici manifestanti. |
| 1893      | 10 agosto | La Banca d'Italia viene costituita, tramite la fusione di quattro banche: la Banca Nazionale del Regno d'Italia, la Banca Nazionale Toscana, la Banca Toscana di Credito e dalla liquidazione della Banca Romana. |
| 1893      | autunno | Viene raggiunto l'apice dello scontro dei Fasci siciliani: il movimento organizza scioperi in tutta l'isola e tenta un'effimera insurrezione. |
| 1894      | 4 gennaio | Il governo Crispi III decide di reprimere i Fasci siciliani con un intervento militare comprendente esecuzioni sommarie e arresti di massa. Il 4 gennaio viene proclamato lo stato d'assedio in tutta l'isola, il movimento è sciolto e i capi arrestati dal Commissario Regio Roberto Morra di Lavriano. |
| 1894      | novembre | Nasce a Milano il Touring Club Italiano, col nome di Touring Club Ciclistico Italiano, fondazione che promuove il turismo e la tutela del patrimonio ambientale della penisola italiana. |
| 1895-1896 | gennaio | Campagna d'Africa Orientale: le truppe italiane del generale Oreste Baratieri invadono la regione di Tigrè, governata dal Ras Mangascià, fiero avversario di Menelik; nelle intenzioni del governo italiano, questa mossa dovrebbe permettere all'Italia di acquisire una posizione di forza da cui trattare con il negus, oltre che ampliare i confini della colonia. |
| 1895-1896 | 13-14 gennaio | Campagna d'Africa Orientale: battaglia di Coatit: vittoria italiana, vengono sconfitte le guarnigioni di Ras Mangascià. |
| 1895-1896 | 21 aprile | Fondazione del Partito Repubblicano Italiano a Bologna. Giuseppe Gaudenzi ne diviene il primo segretario politico. |
| 1895-1896 | ottobre | Campagna d'Africa Orientale: l'esercito italiano conquista larga parte della regione del Tigrè, stabilendo guarnigioni ad Aksum, Adigrat, Macallè e sul colle dell'Amba Alagi. Baratieri lascia il comando al generale Giuseppe Arimondi e rientra in Italia per chiedere invano al governo italiano i rinforzi necessari per riprendere l'avanzata. |
| 1895-1896 | 7 dicembre | Campagna d'Africa Orientale: battaglia dell'Amba Alagi: presso il monte di Amba Alagi 2.500 uomini, in gran parte àscari al comando del maggiore italiano Pietro Toselli, vengono annientati da 30.000 abissini comandati da ras Maconnen. I superstiti ripiegano in direzione di Macallè. |
| 1895-1896 | 15 dicembre-22 gennaio | Campagna d'Africa Orientale: assedio di Macallè: il maggiore Giuseppe Galliano, con il suo contingente, arriva il 15 gennaio al forte di Enda Yesus, cercando di difendere la propria posizione, ma dopo tentativi fallimentari di trattative con Mekonnen e la conquista delle fonti d'acqua fuori dal forte da parte degli etiopi, il generale Baratieri avviò contatti con il negus per giungere ad una soluzione negoziata. Il 22 gennaio il forte viene sgombrato e consegnato agli etiopi. |
| 1895-1896 | 1o marzo | Campagna d'Africa Orientale: disfatta di Adua: ad Abba Garimà, presso Adua, Etiopia, l'Impero abissino sconfigge le truppe dell'esercito invasore italiano guidate dal generale Oreste Baratieri, permettendo agli etiopi di conservare la loro indipendenza durante la spartizione dell'Africa. Ha termine per l'Italia la Campagna d'Africa Orientale. Francesco Crispi, il maggior promotore della politica colonialista italiana, si dimette da Presidente del Consiglio.                    |
| 1895-1896 | 26-30 settembre | Si svolge il primo congresso antimassonico internazionale a Trento. Papa Leone XIII gli dedica un breve. |
| 1897      | 22 aprile | Secondo attentato a Umberto I da parte di Pietro Acciarrito. L'attentatore viene condannato all'ergastolo e vengono arrestati vari esponenti repubblicani, socialisti e anarchici sospettati di collusione. |
| 1898      | gennaio-luglio | Le gravi condizioni economiche causate dal regime sanzionatorio con la Francia e dal fallimento della guerra in Abissinia portano a tumulti popolari in molte città d'Italia. |
| 1898      | 7 maggio | il Generale Bava Beccaris, autorizzato dal primo ministro Di Rudinì, usa i cannoni contro la folla che protesta a Milano per la mancanza di pane, causando una carneficina. |
| 1898      | 29 giugno | Il Presidente del Consiglio Di Rudinì è costretto a dimettersi. |
| 1899      | 15 gennaio | Manifestazione irredentista a Trieste. |
| 1899      | 11 aprile | Re Umberto I insieme alla regina Margherita comincia una lunga visita in Sardegna. |
| 1899      | 18 maggio | Lo zar russo Nicola II apre la prima conferenza internazionale di pace a L'Aia. Durante la conferenza si pongono le basi per la definizione del moderno diritto bellico e per la costituzione della Corte permanente di arbitrato. Viene stabilito che le convenzioni di guerra si applicano solamente quando entrambi gli Stati belligeranti hanno firmato in precedenza le convenzioni stesse.                                                                                                 |
| 1899      | 14 agosto | Il governo italiano rinuncia all'occupazione della baia di San-Mun in Cina. |
| 1899      | 24 dicembre | Con la cerimonia d'apertura della Porta Santa nella basilica di San Pietro a Roma ha inizio il 21º Anno santo celebrato dalla Chiesa cattolica. |
| 1899      | 31 dicembre | Concessione di una grande amnistia per tutti i reati politici. Tornano in libertà tutti quelli che erano stati condannati per i moti del maggio 1898. |

## Anni 1900
| Anno | Data                                             | Evento |
| ---- | ------------------------------------------------ | --- |
| 1900 | 13 gennaio                                       | Nell'Impero austro-ungarico, un decreto imperiale stabilisce il tedesco come lingua ufficiale dell'esercito. |
| 1900 | 3 luglio                                         | Durissimo discorso interventista del Kaiser tedesco, Guglielmo II, il quale contro la ribellione xenofoba cinese chiama a raccolta le grandi Potenze. L'Italia deciderà di aderire il 7 luglio. |
| 1900 | 19 luglio                                        | Salpano dall'Italia le truppe dei bersaglieri dirette in Cina contro i ribelli; a salutarle, sul molo di Napoli, c'è anche re Umberto I. |
| 1900 | 29 luglio                                        | Umberto I di Savoia, mentre presenziava a Monza alla cerimonia di un concorso ginnico (nel quale, al cospetto degli atleti di Trento e Trieste, afferma: "Sono lieto di trovarmi tra italiani"), viene ucciso a colpi di pistola dall'anarchico toscano Gaetano Bresci. |
| 1900 | 10 agosto                                        | Vittorio Emanuele III giura davanti alle Camere quale terzo re d'Italia. |
| 1900 | 29 agosto                                        | Dopo un brevissimo processo (meno di una giornata), dove Il regicida dichiara di aver voluto vendicare le vittime della repressione milanese del 1898, la Corte d'Assise di Milano condanna il regicida Bresci all'ergastolo. Viene introdotto il nuovo reato di "apologia di regicidio".                                                                                       |
| 1900 | 20 ottobre                                       | La Gran Bretagna e il Secondo Reich annunciano di aver trovato un accordo per evitare che la Cina, sconfitta dopo la fine dell'insorgenza xenofoba, venga spartita tra le Potenze. |
| 1900 | 11 novembre                                      | Per il primo compleanno da re di Vittorio Emanuele III, in Italia viene concessa un'amnistia estesa ai reati di opinione. |
| 1900 | 16 dicembre                                      | Italia e Francia si accordano diplomaticamente per precisare le rispettive sfere d'influenza nel Nord Africa. |
| 1900 | 24 dicembre                                      | Viene dichiarato terminato l'Anno Santo ordinario. È stato il solo che si è potuto celebrare nel XIX secolo. |
| 1900 | Dicembre                                         | A Genova scoppiano agitazioni in seguito all'ordine prefettizio di sciogliere la locale Camera del Lavoro. |
| 1901 | 27 gennaio                                       | A seguito di un ictus cerebrale avvenuto 6 giorni prima, muore al Grand Hotel et de Milan all'età di 87 anni il compositore Giuseppe Verdi. |
| 1901 | 22 maggio                                        | Il regicida Bresci muori suicida nella sua cella in circostanze dubbie. |
| 1903 | 19 aprile                                        | Galatina (Lecce): in seguito ad una rivolta dei contadini, i carabinieri, intervenuti per sedare la sommossa, sparano ai rivoltosi lasciando sul suolo 2 morti e 30 feriti. I caduti sono Angelo Gorgone e Lisi Oronzo detto "Penna". Questa è da ritenere la prima rivolta contro i latifondisti dell'epoca e fu contagiosa per tutto il Salento.                              |
| 1903 | 20 luglio                                        | Morte di papa Leone XIII a 93 anni. Fu il pontefice più anziano deceduto in carica della storia. |
| 1903 | 4 agosto                                         | Viene eletto papa il cardinale Giuseppe Melchiorre Sarto, già Patriarca di Venezia, il quale assume il nome di Pio X. |
| 1903 | L'Italia mette al bando la schiavitù in Somalia. | |
| 1904 | 4 settembre                                      | A Buggerru, i minatori in lotta, che chiedevano un aumento salariale, vengono caricati dall'arma dei Carabinieri mentre si trovano all'esterno della direzione della miniera per sostenere la delegazione sindacale in trattativa. Ci sono tre vittime e decine di feriti. |
| 1904 | 16-21 settembre                                  | Dopo le stragi delle manifestazioni dei lavoratori dei mesi precedenti, viene indetto il primo sciopero generale nazionale. Il risultato è: scioglimento delle camere ed elezioni anticipate. |
| 1904 | 4 novembre                                       | Fatti di Innsbruck: viene assaltata e distrutta la Facoltà di Giurisprudenza italiana a Innsbruck da studenti austriaci pangermanisti, che si opponevano all'apertura di una facoltà di lingua italiana presso l'Università di Innsbruck. Sono coinvolti gli allora studenti Cesare Battisti e Alcide De Gasperi.                                                               |
| 1905 | 22 aprile                                        | Nascono le Ferrovie dello Stato Italiane, che riuniranno sotto un'unica amministrazione le reti ferroviarie Mediterranea, Adriatica e Sicula, dando vita alla prima rete ferroviaria nazionale italiana. |
| 1905 | 11 giugno                                        | Papa Pio X pubblica l'enciclica Il fermo proposito, che sigla la nascita dell'Azione Cattolica Italiana. |
| 1906 | 1o ottobre                                       | Nasce la Confederazione Generale Italiana del Lavoro (CGIL). |
| 1907 | 31 agosto                                        | A San Pietroburgo viene firmato l'Accordo anglo-russo, che porterà alla Triplice intesa. |
| 1907 | 15 giugno- 18 ottobre                            | Si svolgono i lavori della seconda conferenza di pace a L'Aia, per allargare il campo normativo della originale convenzione. La convenzione fu firmata, ma mai ratificata dal Regno d'Italia. |
| 1908 | 6 ottobre                                        | l'Imperatore d'Austria Francesco Giuseppe proclama l'annessione della Bosnia ed Erzegovina. La crisi che ne derivò coinvolse la Serbia e la Russia contrarie all'annessione e, sull'altro fronte, l'Austria-Ungheria e la Germania. La tensione internazionale perdurò fino al marzo 1909. Inizia la Crisi bosniaca, causa indiretta dello scoppio della prima guerra mondiale. |
| 1909 | 20 febbraio                                      | In Francia, Filippo Tommaso Marinetti pubblica su Le Figarò il Manifesto del futurismo, una reazione alla cultura borghese dell'Ottocento. |
| 1909 | 24 ottobre                                       | Viene stipulato l'accordo di Racconigi tra Italia e Russia, un accordo segreto che mirava ad ostacolare l'espansione austriaca nella regione balcanica. La ricerca di un'area di influenza nei Balcani e nel Mediterraneo sarà da quel momento in poi il leitmotiv nei rapporti diplomatici tra Russia e Italia.                                                                |

## Anni 1910
| Data            | Evento |
| --------------- | --- |
| 29 settembre    | Il Regno d'Italia dichiara guerra all'Impero Ottomano. |
| 29-30 settembre | Battaglia navale di Prevesa. Vittoria italiana. |
| 3-10 ottobre    | Presa di Tripoli. Vittoria italiana, occupazione della città di Tripoli. |
| 23 ottobre      | Battaglia di Sciara-Sciat. Il capitano Carlo Maria Piazza sorvola le linee turche in missione di ricognizione, effettuando quello che fu considerato come il primo volo di combattimento. Vittoria difensiva italiana. |
| 26 ottobre      | Battaglia di Henni. Attacco turco contro Tripoli. Vittoria difensiva italiana. |
| 1o novembre     | Primo bombardamento aereo della storia ad opera del sottotenente italiano Giulio Gavotti nei dintorni di Tripoli. |
| 5 novembre      | Con un decreto, il Regno d'Italia stabilisce l'annessione della Libia. |
| novembre        | la 3ª divisione speciale rinforza le truppe italiane in Tripolitania. |
| 22 novembre     | Battaglia di Tobruch combattuta per il possesso della città costiera di Tobruch e del territorio a essa circostante. Vittoria tattica della Turchia.                                                                   |
| 4 dicembre      | Battaglia di Ain Zara, combattuta per il possesso dell'oasi e campo trincerato turco di Ain Zara e del territorio a essa circostante. Vittoria italiana.                                                               |
| dicembre        | Epidemia di colera a Tripoli, con 1.080 militari italiani colpiti e 333 morti. |

| 7 gennaio          | Battaglia navale di Kunfida., combattuta sul Mar Rosso. Vittoria italiana.                                                  |
| 3 marzo            | Combattimento del Bu Msafer. Vittoria italiana.                                                                             |
| 11-12 giugno       | Combattimento dei Monticelli. Attacco delle opere difensive di Monticelli da parte degli ottomani. Vittoria italiana.       |
| 27-28 giugno       | Occupazione di Sidi Said da parte dell'esercito italiano.                                                                   |
| 16 giugno-8 luglio | Occupazione del porto ottomano di Misurata, da parte dell'esercito italiano, per limitare il contrabbando di armi via mare. |
| 14 settembre       | Combattimento di Gars Ras El-Leben. Vittoria italiana.                                                                      |
| 18 ottobre         | Trattato di Losanna. Fine della guerra italo-turca.                                                                         |